# Liste der Kölner Bürgermeister
Dieser Artikel befasst sich mit den Kölner Bürgermeistern bis 1795, für spätere Amtsträger siehe Liste der Oberbürgermeister der Stadt Köln.
Die Zahl der Kölner Bürgermeister war seit ihrem ersten bekannten Auftreten in der Mitte des 12. Jahrhunderts auf zwei Amtsträger festgelegt worden. Dieser Tradition, nach dem Vorbild der zwei Konsuln der römischen Republik, blieb man bis zum Ende des 18. Jahrhunderts treu.

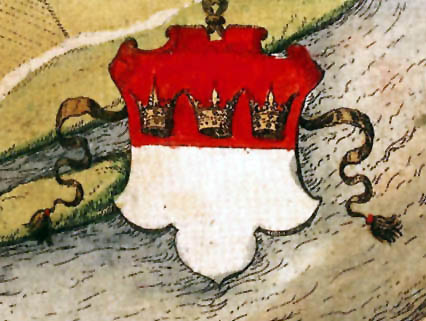
Kölner Wappen nach Braun-Hogenberg um 1572

## Geschichte

### Entstehung des Amtes
Seit dem 11. Jahrhundert hatte sich in Köln eine städtische Führungsschicht aus Ministerialen und wohlhabenden Familien gebildet. Sie stellten die Schöffen (scabini) und waren diejenigen, die von alter Zeit her am erzbischöflichen Hochgericht die Urteile fällten. Ihr Standesdünkel veranlasste sie, sich meliores, die Besseren, zu nennen.
Das aus den elitären Geschlechtern der Stadt gebildete Gremium, das Schöffenkollegium, übte im Auftrag des Erzbischofs erste Verwaltungsaufgaben in der Stadt aus. So belegt eine Urkunde des Jahres 1103 eine Einführung von Zollsätzen, die die Kaufleute aus Lüttich und Huy in Köln zu zahlen hatten. Diese Urkunde belegt ein erstes (soweit bekannt) eigenständiges Agieren des Kollegiums in zivilen außergerichtlichen Belangen der Stadt.
Nach der ersten Stadterweiterung im Jahr 1106 (Niederich, Oversburg) und der im Jahre 1182 folgenden wurden die bis dahin noch selbstständigen Sondergemeinden der Stadt angegliedert. Dem nun erhobenen Anspruch der dort ansässigen wohlhabenden Familien auf Mitbestimmung in der Stadtverwaltung kam das Schöffenkollegium nach, indem es sich mit diesen zu einer Bruderschaft der Reichen vereinte, die den Namen Richerzeche erhielt.
Die bisher allein regierenden Familien (Patrizier) hatten bis dahin ihre führenden Persönlichkeiten selbst bestimmen können. In der neu gegründeten fraternitas (Bruderschaft), in der die Reichsten und Mächtigsten der Stadt vereint waren, galt nun ein Reglement: Der Bruderschaft standen  magistri civium (Bürgermeister) vor, die ihr Amt analog römischer Vorgehensweise bei der Wahl ihrer Konsuln in jährlichem Rhythmus ausübten.

### Wahlverfahren
Immer zwei Bürgermeister in das Amt zu wählen, behielt man auch bei, nachdem die Stadt sich im 13. Jahrhundert von der Vorherrschaft des Erzbischofs befreit hatte. Die Wahl der Bürgermeister erfolgte jeweils zu Weihnachten und zum Johannistag (24. Juni), so dass es immer einen „älteren“ und einen „jüngeren“ Bürgermeister gab. Die Amtszeit dieser höchsten städtischen Beamten war auf ein Jahr begrenzt. Sie durften erst nach zwei Jahren wieder gewählt werden.

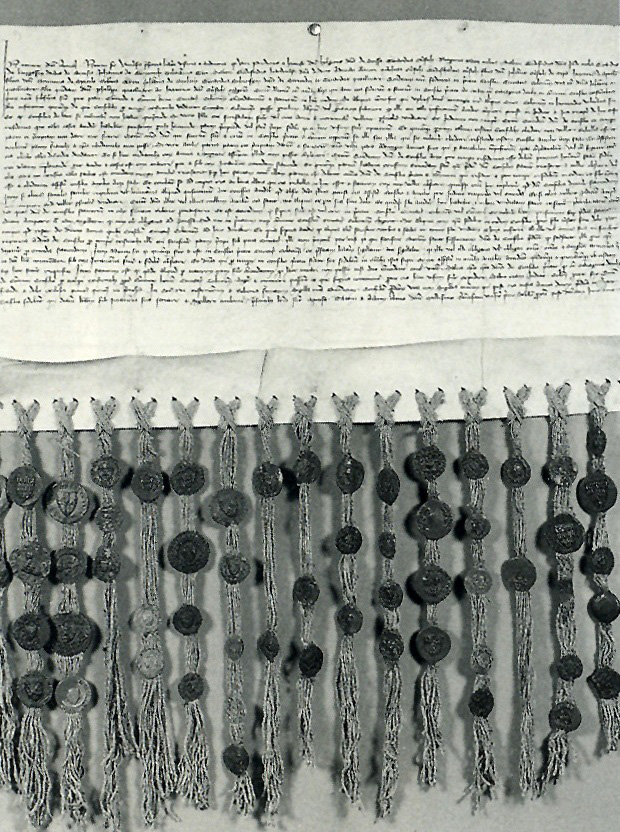
Die Urkunde von 1321 legte die Vereinbarungen des „engen“ und „weiten“ Rates fest

Im ersten Findbuch des Rates wurden auch die Aufgaben des sogenannten „weiten Rates“ definiert. Im Gegensatz zum „engen Rat“, dem nur die Mitglieder der alteingesessenen Patrizierfamilien angehörten, bestand der erweiterte Rat insgesamt aus 82 Mitgliedern. Mit Billigung der bisher allein bestimmenden Patrizier wurden ergänzend aus den Sondergemeinden wohlhabende Händler und Finanziers in den „weiten Rat“ aufgenommen. Die von dieser Bevölkerungsschicht ausgehende Wirtschaftskraft verhalf ihr zur Anerkennung und Teilhabe an der Herrschaft. Der „weite Rat“ war zunächst nur beratendes Gremium des „engen Rates“. Vorerst blieb er diesem unterstellt und errang erst im Lauf der Zeit neue Zuständigkeiten.

### Bürgermeistergerichte
Um 1375 wurden durch den Rat Bürgermeister zu Vorstehern an einem eigens für die Lebensmittelkontrolle eingerichteten Gericht ernannt. Es gab das Bürgermeistergericht für kleinere Schuldsachen und marktpolizeiliche Belange auf dem Kornmarkt vor dem Haus zum Regenbogen und ein weiteres im Fleischhaus.
Das Bürgermeister- und Amtleutegericht im Rathaus war für größere Schuldsachen und Immobilienstreitigkeiten eingerichtet worden.
1391 verlor die Richerzeche ihre letzte Befugnis, die Bürgermeisterwahl, an den Rat. Nach dem erzwungenen Machtwechsel von 1396 durch die Zünfte wurde die Zweiteilung des engen und des weiten Rates ersetzt durch die Bildung eines einheitlichen Magistrates.

### Funktionen und Einkommen
Der Transfixbrief (lat. transfigere = durchbohren) vom Dezember 1513 war ein Zusatzabkommen, in dem die Regelungen des Verbundbriefes ergänzt wurden. Die Ergänzungen sahen auch eine stärkere Kontrolle des Rates vor. Die neuen Regelungen untersagten dem Rat, ohne Zustimmung der Gemeinde Geld zu verleihen, für Privilegien auszugeben, Renten zu verkaufen oder neue Verbrauchssteuern zu erheben. Kontrollorgan waren die 44er.
Im Dezember des Jahres 1690 beschloss der Rat im Einvernehmen mit den 44ern eine neue Gehaltsregelung für die Repräsentanten der Stadt, die Bürgermeister, einzuführen. Diese erhielten dann einen jährlichen Pauschalbetrag von 1000 Reichstalern, einem Rentmeister wurden 800 Reichstaler zugestanden. Die nach abgelaufener Amtszeit ausgewechselten Amtsträger blieben Mitglied der Stadtregierung und erhielten trotz ihrer Unterbringung in anderen Aufgabenbereichen weiterhin ihre alten Bezüge. So fungierten sie als Rentmeister der Rentkammern oder als Präsidenten der Kaufhäuser (Tuchhallen, Fleischhallen etc.). Weitere Einkünfte erzielten sie als Vorsteher der Mühlentafel, als Provisoren der alten Universität sowie der Spitäler aber auch oft als Gerichtsherren an den zahlreichen Gerichten der Stadt.

### Erscheinungsbild
Bürgermeister aus vier Jahrhunderten in traditioneller Amtstracht

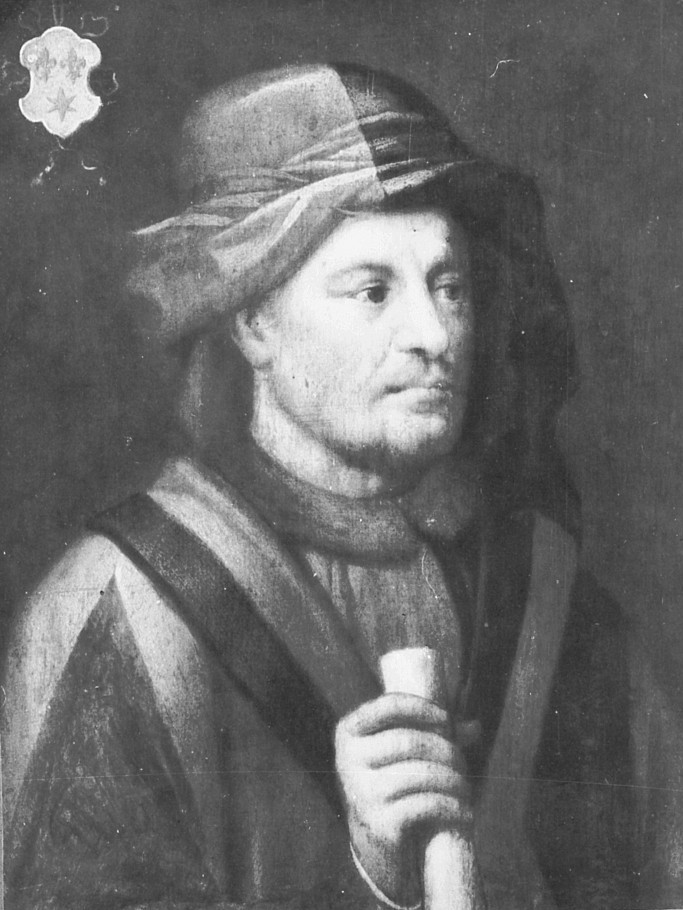
Johannes von Esch, genannt Broelmann, Bürgermeister 1488–1492
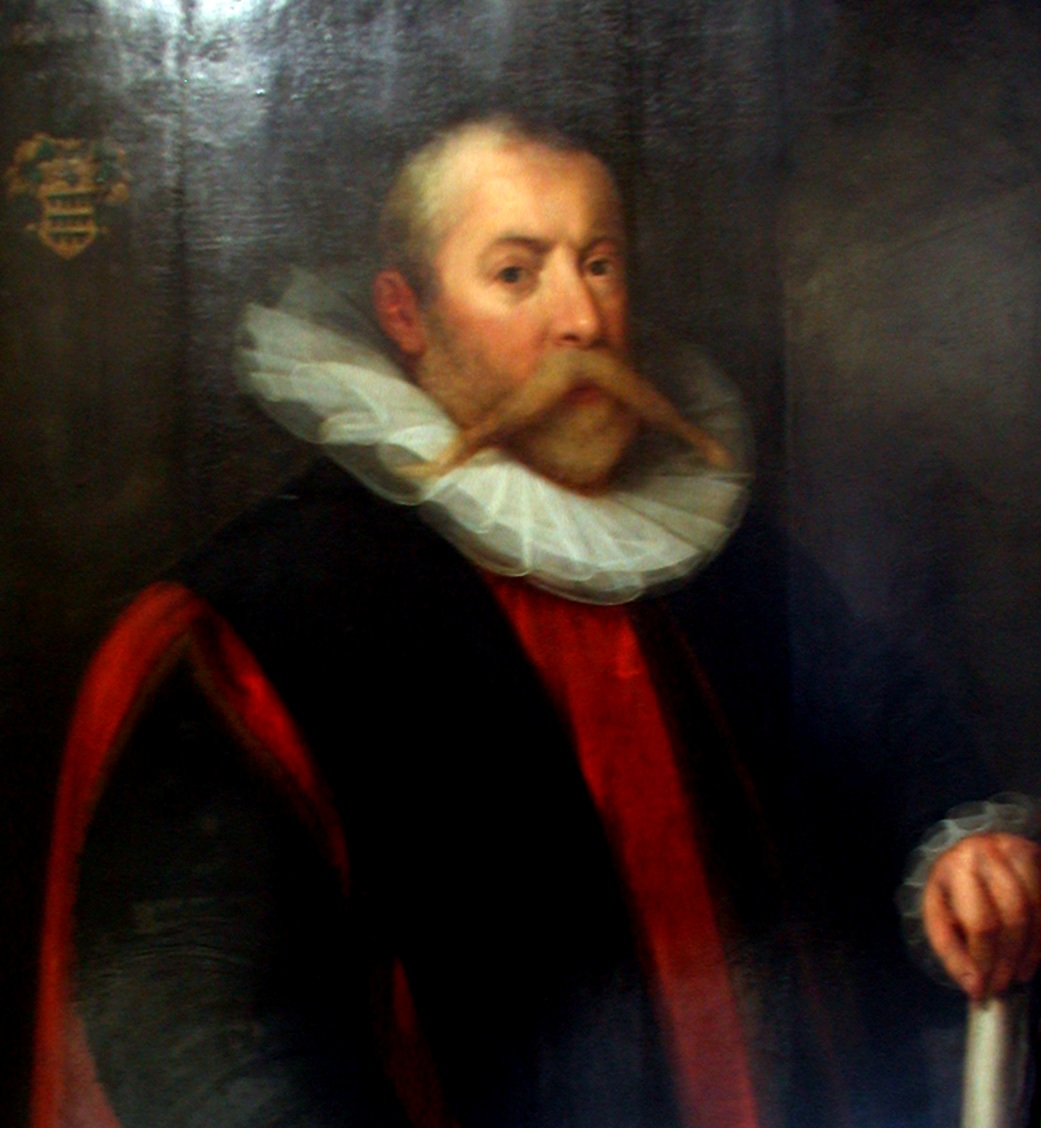
Johann Lyskirchen, um 1595. Die Familie Lyskirchen ist bis ins 17. Jahrhundert in der Kölner Politik vertreten
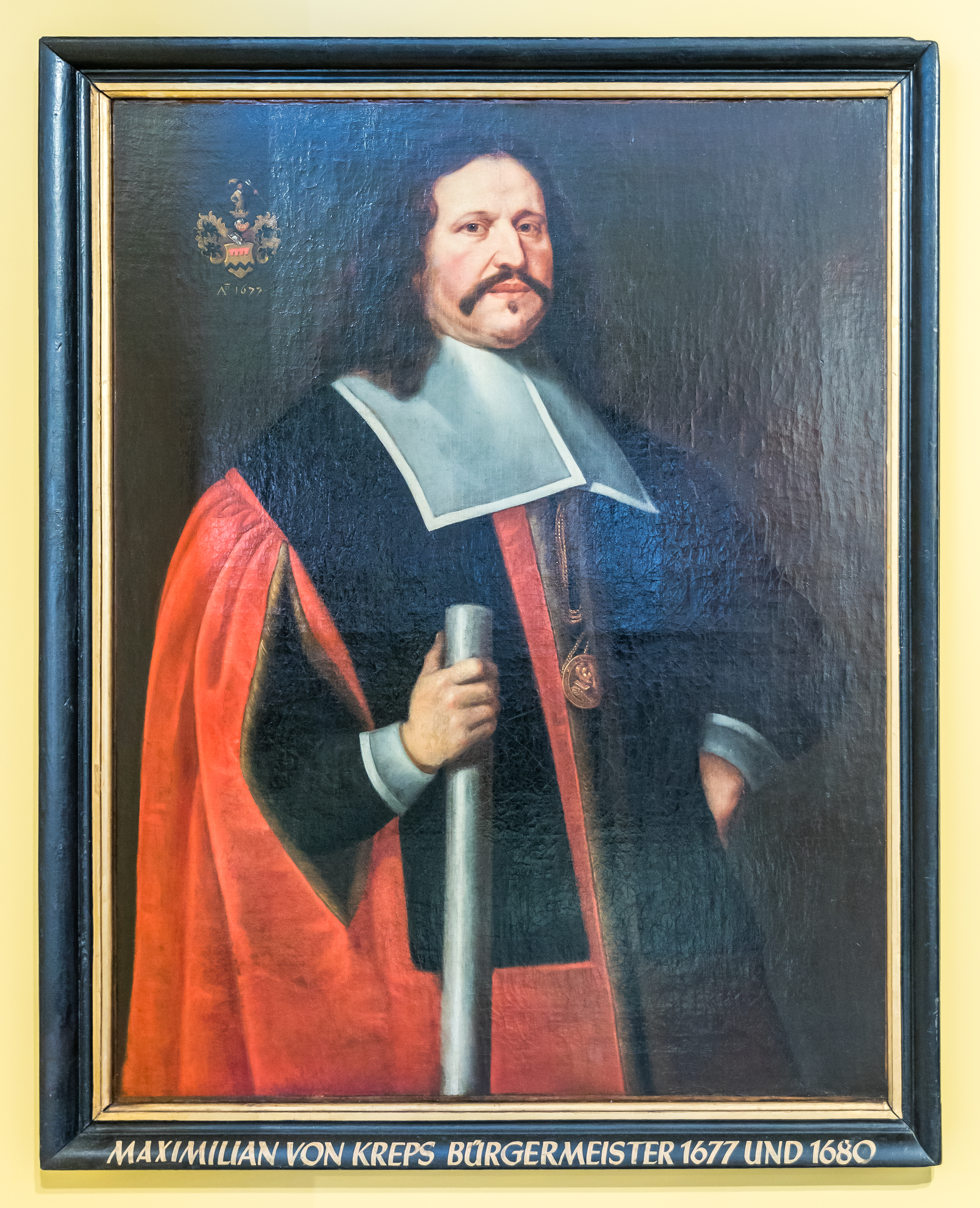
Maximilian von Kreps um 1677. Zweimal Bürgermeister. Ratsherr und Bannerherr der Kaufmannsgaffel Windeck
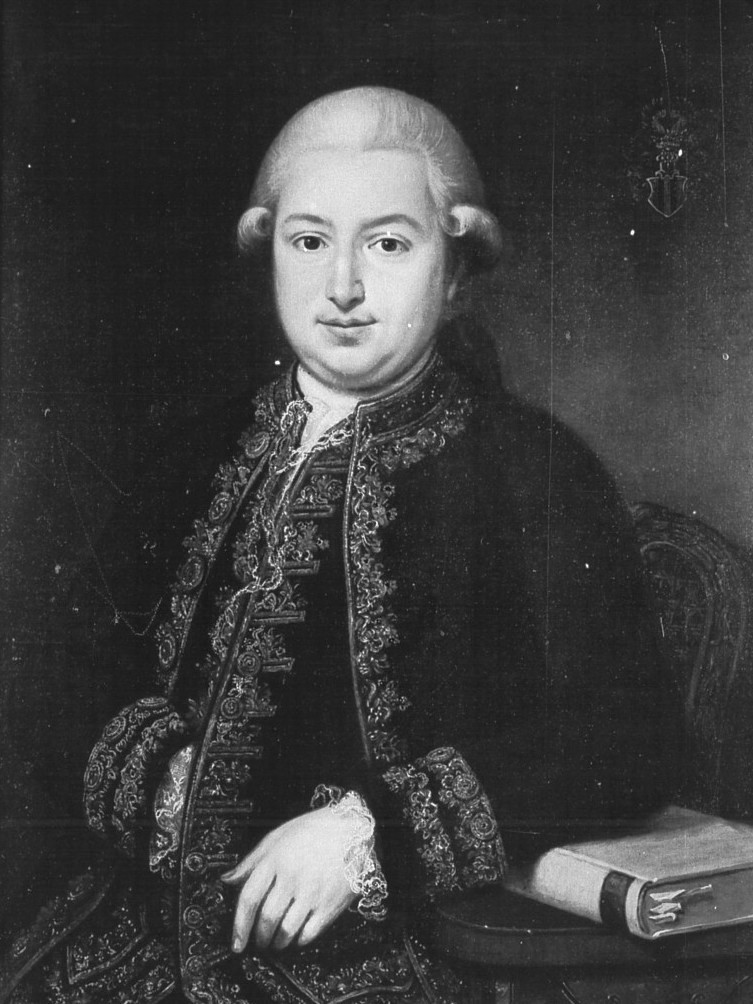
Johann Jakob von Wittgenstein um 1799, wurde 1803 zum Maire seiner Heimatstadt ernannt

Äußeres Kennzeichen eines Kölner Bürgermeisters war neben dem weißen Bürgermeisterstab seine rot-schwarze oder rot-violette Mi-Parti-Kleidung. Sie bestand aus einem zweifarbigen Mantel, über dessen Schultern ein schwarzer Schalkragen lag. Den schwarzen Hut trugen alle Ratsherren.

## Überlieferungen
Hinweise auf die sich im Lauf der Jahrhunderte weit verzweigenden und oft verschwägerten Familien finden sich in vielen Urkunden mittelalterlicher und neuzeitlicher Bestände des Archives Köln und der Landesarchive in NRW.

### Hermann von Weinsberg

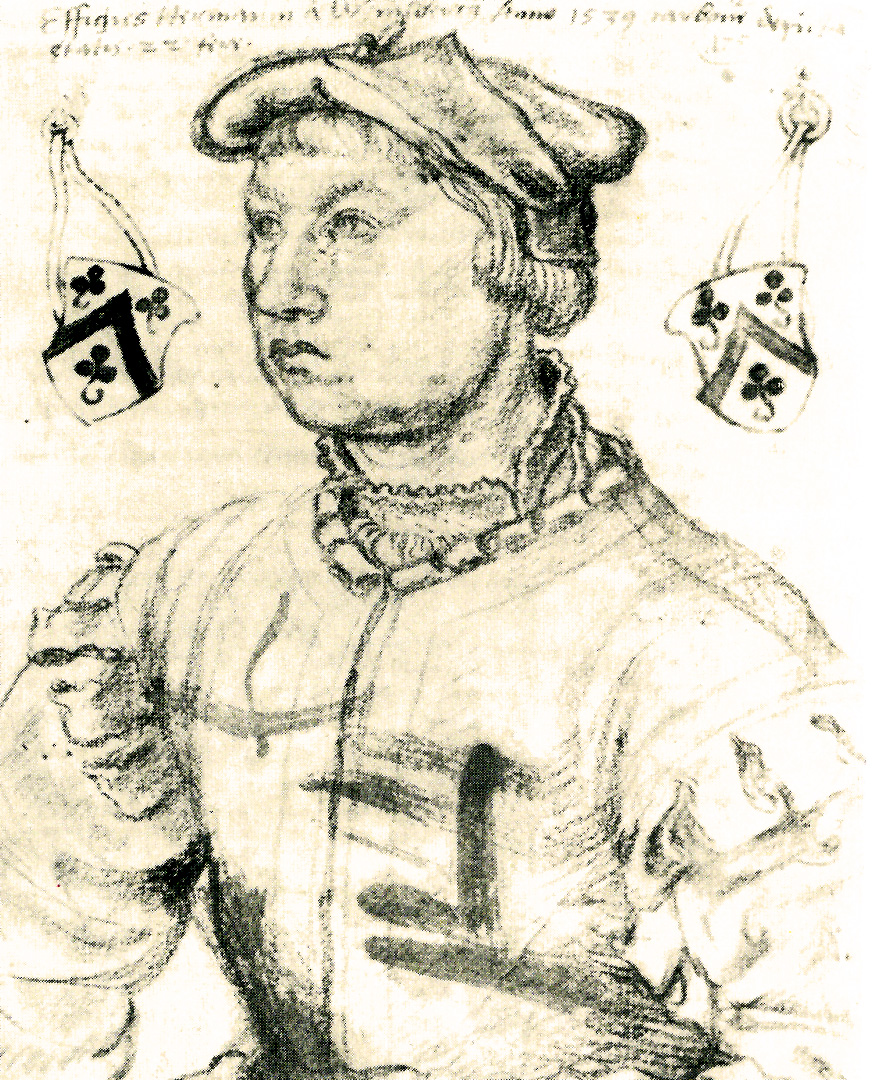
Hermann von Weinsberg, 1540. Der Ratsherr im Alter von 22 Jahren. Werk eines unbekannten Zeichners (Zeughaus Köln)

Auch in den Schriften des Hermann von Weinsberg, eines Kölner Ratsherren der frühen Neuzeit, ist Aufschlussreiches zu finden. Weinsberg, der durch detaillierte Schilderungen über die Gegebenheiten seiner Zeit berichtete, recherchierte auch hinsichtlich seiner Vorgänger. Viele dieser auch durch ihn angeführten Personen des altkölnischen Patriziates wurden in seinen Aufzeichnungen auch erläuternd im Zusammenhang mit diversen Geschehnissen aufgeführt. So beschreibt Weinsberg in einigen Fällen deren Wohnorte sowie Familienereignisse wie Geburt, Hochzeit, Krankheit (Pestfälle) oder Tod. Zu den namhaften Familien, die in der Regel auch die hohen Ämter der Stadt bekleideten, führte er an:

„Dieweil ich auch der burgermeister hie gewagen hab, mant es mich, daß ich van anfang diß gedenck boichs van jaren zu jaren irer gedacht sult haben. nach dem sulchs aber versehen, und die burgermeister die uberste heubter der burgerschaft sintt, will ich nit allein daß register, dero, so in miner zit gewesen, sonder auch die van anfanck deß verbunt breifs anno 1396 uffgericht, mit namen und zunamen, gedencken, nach ordnung, und darzu setzn vur den namen den datum wat jarß sei eirst erwelt sint, nach dem namen einß jedern die ziffer wie manch mail jeder im burgermeister ampt gewesen ist, wie nachfolgt“

Version in heutigem Deutsch:

„Weil ich auch Bürgermeister hier gewesen bin, mahnt es mich, daß ich von Anfang dieses Gedenkbuchs an von Jahr zu Jahr ihrer gedacht haben sollte. Nachdem solches aber getan wurde, und die Bürgermeister die obersten Häupter der Bürgerschaft sind, will ich nicht allein des Registers derer, die es in meiner Zeit gewesen sind, sondern auch derer, die von Anfang des Verbundbriefes von 1396 an aufgestellt worden sind, mit Vornamen und Zunamen und nach Ordnung gedenken, sondern auch vor den Namen das Datum setzen, in welchem Jahr sie zuerst erwählt worden sind, nach dem Namen eines jeden dann die Ziffer, wie oft er im Bürgermeisteramt gewesen ist, folgt.“

Die von Weinsberg angeführten Daten sind heute als ein wichtiger Bestandteil des Wissens hinsichtlich der historischen Abfolge Kölner Bürgermeister anzusehen.

## Amtsinhaber
Eine Urkunde für die Ziechenweber (Leineweber) aus dem Jahre 1149 nannte in der Intitulatio die Vertreter des Stadtherrn Arno, Vogt und Gaugraf, an erster Stelle. Es folgten die Schöffen, dann die Vertreter der Oberschicht (die Besseren): ... ab aduocato Ricolfo, a comite Hermanno, a senatoribus, a melioribus ...

### Hochmittelalter
Vom Hochmittelalter wurden nicht alle Amtszeiten erfasst, die Darstellung ist sehr lückenhaft.
| Name                                                                       | von  | bis | Anmerkungen/Bild |
| -------------------------------------------------------------------------- | ---- | --- | --- |
| Ludwig von Mommersloch Schöffe                                             | ?    | ?   | Ludwig von Mommersloch wurde als Schöffe erwähnt. Über die „Mommersloch“ ist in der frühen Zeit wenig zu erfahren. Erst im Liber Iuventutis des „Hermann von Weinsberg“ heißt es: Anno 1541 hat die pestilenz auch den scheffenstoil am hohengericht hart geracht, das irer diss sterbde wol bei 6 uis den scheffen gestorben sint, als jonker Gompricht Mommersloch, Melchior Kerpen, jonker Reven der alte, Lommershem, Rossbach, Sclosgin, und worden balde neuwen in die state erwelt.     |
| Edmund von Machelen (de Macellis), Schöffe?                                | ?    | ?   | Als Schöffe fraglich |
| Richolf, Schultheiß von Aachen (scultetus Aquensis)                        | ?    | ?   | Richolf, Schultheiß aus Aachen, ist als Schöffe fraglich. Er gelangte zum Ende des 12. Jahrhunderts durch Einheirat in die Familie des Zöllners „Karl von der Salzgasse“ in die gesellschaftliche Oberschicht der Stadt. |
| Waldaver, der Sohn des Otto (aus dem Geschlecht des Vogtes Walderverus)    | 1103 | ?   | Schöffe? In einer Urkunde (1103) des Erzbischofs Friedrich von Köln (1100–1131), die Einzelheiten der Handelsbeziehungen (Zollvereinbarungen) zwischen den Städten Lüttich, Huy und Köln behandelt, wurde ein Kölner „Waldaver“ als Zöllner (Theolonarius) angeführt. |
| Batok I.                                                                   | ?    | ?   | Schöffe? Wird in der Kölner Bürgermeisterliste nicht aufgeführt. |
| Hermann von St. Mauritius                                                  | 1135 | ?   | Hermann von St. Mauritius? Hier handelt es sich wahrscheinlich um den wohlhabenden Kölner Bürger Hermann de Scipiona, auch „von Stave“ oder „von Stabe“ genannt. Er und seine Gattin Ida stifteten 1135 die Geldmittel für den Bau einer neuen, größeren Mauritiuskirche. Das Geschlecht der „Staben“ (von Stabe, de baculo), an dessen Wohnsitz noch jetzt die Straßenbezeichnung „Stavenhof“ in der Nähe des Eigelsteintores erinnert, wurde in der Chronik der Stadt Köln mehrmals erwähnt. |
| Gerhard Unmaze (in Quellen auch „Ungemaze“, sowie „Gerardus theolonarius“) | 1174 | ?   | Gerhard ist wahrscheinlich 1174 im Amt. In diesem Jahr verliehen die Kölner Bürger an Philipp I. von Heinsberg, ihren Erzbischof, für seinen Italienzug 1650 Mark Silber. In dieser Summe enthalten waren allein 650 Mark, die von Gerhard Ungemaze aufgebracht wurden. Gerhard Unmaze starb am 21. Januar 1197. An den Beisetzungsfeierlichkeiten nahmen eine hohe Anzahl geistlicher und weltlicher Würdenträger teil.                                                                       |
| Heinrich Raitz                                                             | 1178 | ?   | Er wurde auch nach seinem Haus am Heumarkt „Henricus de foro“ genannt. Als Schöffe nachgewiesen und Amtmann der Richerzeche (1182) |
| Richolf Parfuse, Schöffe?                                                  | ?    | ?   | Als Schöffe fraglich |
| Heinrich Saphir                                                            | ?    | ?   | Als Schöffe und exakte Namensbezeichnung fraglich |
| Karl von der Salzgasse (Karolus theolonarius)                              | ?    | ?   | Als Schöffe fraglich |
| Heinrich Kleingedank                                                       | ?    | ?   | Heinrich Kleingedank, war mit Gertrudis Overstolz verheiratet, und bekleidete 1263 das Schöffenamt. |
| Gerhard von St. Alban                                                      | ?    | ?   | Als Schöffe und exakte Namensbezeichnung fraglich |
| Marcmann Wivelruze?                                                        | ?    | ?   | Als Schöffe und exakte Namensbezeichnung fraglich |

Bürgermeister ab 1179
| Name                                                                            | von  | bis  | Anmerkungen/Bild |
| ------------------------------------------------------------------------------- | ---- | ---- | --- |
| Dietrich von der Mühlengasse (Schöffe) und Heinrich Flaco                       | 1179 | 1182 | In dieser nicht differenziert angegebenen Zeitspanne beginnen die Bürger, vorerst gegen den Willen des Erzbischofs Philipp, mit der erneuten Erweiterung der Stadtmauer. |
| Richolf Parfuse                                                                 | 1216 | ?    | Der auch als Schöffe genannte Richolf Parfuse wurde im Zusammenhang mit dem Verkauf seines seit 1220 bewirtschafteten, im Nordwesten der Stadt gelegenen Grundbesitzes (Parfusenhof) erwähnt. Das betreffende, mit einem Wirtschaftshof bestandene Gelände, hatte eine Fläche von etwa 62 Ar. Im Mai 1265 wechselten die Besitzverhältnisse. Graf Wilhelm von Jülich und seine Gemahlin Richardis erwarben nun die Liegenschaft (in angulo veterum murorum exopposito porte, que levenporze dicitur) des Werner, Sohn und Erben des Richolf Parfus. Das Gelände wurde durch eine Stiftung zum späteren Klostergelände der Kölner Klarissen. |
| Franco Mager                                                                    | 1216 | ?    | keine Angabe |
| Dietrich von der Mühlengasse und Constantin von Lyskirchen, von der Rheingasse. | 1225 | ?    | Dietrich war Schöffe. Konstantin von Lyskirchen († um 1236), der als Erster der Familie in die Spitze der damaligen Gesellschaft aufstieg, indem er als Mitglied in der Kölner Richerzeche aufgenommen und zum Bürgermeister der Stadt gewählt worden war. |
| Bruno Hermann                                                                   | 1246 | 1247 | Keine Angaben |

### Spätmittelalter
| Name                                                           | von  | bis  | Anmerkungen/Bild |
| -------------------------------------------------------------- | ---- | ---- | --- |
| Bruno Hermann                                                  | 1257 | 1258 | Keine Angaben |
| Dietrich von der Mühlengasse                                   | 1258 | 1259 | Er war der Sohn Heinrichs von der Mühlengasse, amtierte auch als Schöffe |
| Ludwig von der Mühlengasse                                     | 1267 | 1268 | Ludwig, auch ein Sohn Heinrichs von der Mühlengasse, wurde durch Erzbischof Konrad von Hochstaden wegen Amtsmissbrauchs und Nepotismus abgesetzt. Ludwig als Bewahrer des städtischen Siegels kam der Aufforderung des Rates, dieses auszuhändigen, nicht nach, und vernichtete es. |
| Gerhard Gir, Daniel Overstolz und Richwin Grin (alle Schöffen) | 1271 | 1272 | Gerhard Gir entstammte wie alle Schöffen der Oberschicht. Die Gyr auch Gir oder von Geyrs waren eines der führenden Geschlechter. Die Familie verzweigte sich im Lauf der Generationen in mehrere Linien, welche sich dann nach ihren Besitzungen benannten. Es waren die Gyr vom Covelshof, von Hürtgen (de cane), vom Tempel, von Zöllner, von Pantaleon und vom Schöneck, dem Haus der Guderis in der Pfarrei St. Martin. |
| Dietrich Raitz                                                 | 1271 | 1272 | Schöffe |
| Dietrich Benesis von der Lintgasse                             | 1272 | 1273 | Schöffe |
| Gerhard Overstolz                                              | 1273 | 1274 | Gerhard war der Sohn des Mathias Overstolz, der für die Stadt an der Ulrepforte kämpfte. Gerhard selbst starb 1288 während der Schlacht von Worringen. |
| Johann Overstolz                                               | 1274 | 1275 | Im Jahr 1279 erfolgte durch Johann Overstolz eine besondre Stiftung an den Abt des Klosters St. Martin zu Köln, die für die Pfarrer an St. Brigiden bestimmt war. Overstolz amtierte auch als Schöffe |
| Heinrich Hardefust                                             | 1274 | 1275 | Er wurde auch Heinrich „Rufus“ genannt |
| Constantin von Lyskirchen                                      | 1275 | 1276 | Die Lyskirchen waren Stifter der Kirche in der der römischen Mauer vorgelagerten Siedlung Nothausen. Der frühere Name der Patrizierfamilie, Lisolvyi, soll auch der Kirche ihren Namen gegeben haben. Im Wandel der Zeit wurde aus eclesia Lisolvyi (Mitte 12. Jh.), Lisolphi (1170), Lisolfiskyrken (1176). Der Name entwickelte sich nach weiteren Abwandlungen bis hin zu Lysenkyrchen im Jahr 1407. |
| Hermann Kone                                                   | 1276 | 1277 | Keine Angaben |
| Ludwig von der Weiden (de Salice)                              | 1277 | 1278 | Keine Angaben |
| Hermann Hirmelin                                               | 1277 | 1278 | Keine Angaben |
| Tilmann Gir                                                    | 1278 | 1279 | Schöffe |
| Johann von der Kornpforte                                      | 1279 | 1280 | Er war der Sohn des Greven Hermann von der Kornpforte und amtierte auch als Schöffe |
| Richolf Mennegin von der Aducht                                | 1289 | 1290 | Im 14. Jahrhundert erwähnt Aegidius Gelenius die Familie im Zusammenhang mit den Vorkommnissen im Pestjahr 1357. Es entstand die Legende der Richmodis. |
| Gottschalk von Stave (de Baculo)                               | 1291 | 1292 | Keine Angaben |
| Johann von Spiegel                                             | 1292 | 1293 | Keine Angaben |
| Dietrich von Brempt                                            | 1293 | 1294 | Keine Angaben |
| Heinrich von Mainz (de Moguntia)                               | 1294 | 1295 | Keine Angaben |
| Johann Quatermart                                              | 1295 | 1296 | Die Quatermart, erstmals für das Jahr 1259 in Köln bezeugt, waren eine wohlhabende Kaufmannsfamilie, die auf dem Gelände an der Sandkaul, westlich des später erbauten Gürzenichs, ein sogenanntes Ansiedel besaßen. Im Laufe der Zeit erfolgten weitere Grundstückskäufe und der Kauf des Nachbarhauses. Hier ließ Godefriedus Quatermart ein für diese Zeit ungewöhnliches, da mehrstöckiges, Haus errichten. Ein im politischen Leben der Stadt erstmals auftauchendes Mitglied der Familie führt noch keinen Namenszusatz, es ist Johann Quatermart als Bürgermeister im Jahr 1295. |

#### 14. Jahrhundert
| Name | von  | bis  | Anmerkungen/Bild |
| --- | ---- | ---- | --- |
| Johann Jude und Marsilius Grin, Richolf Hirzelin als Nachrücker                                             | 1304 | 1305 | Grin war auch Schöffe |
| Ludger vom Neumarkt                                                                                         | 1305 | 1306 | (de Novo Foro, aus dem Geschlecht Hirzelin) |
| Edmund von Stave und Rutger Raitz                                                                           | 1306 | 1307 | (Stave > de Baculo). Raitz war Schöffe (eventuell auch im Jahr 1305 im Amt) |
| Werner Overstolz und Gobel Hardefust, ebenfalls in der Rheingasse                                           | 1307 | 1308 | Overstolz amtierte als Schöffe. Er ist der als Erster mit dem Zusatz „in der Rheingasse“ benannte Overstolz. Sein noch heute in dieser Straße erhaltenes Haus wurde um 1230 von der Patrizierfamilie errichtet. Als Bauherrin gilt Blithildis Overstolz, eine Tochter des Gottschalk Overstolz, und ihr Mann Werner, der den Familiennamen seiner Frau angenommen hatte.                                                                       |
| Dietrich Gir von Kovelshoven und Hermann Hardevust                                                          | 1308 | 1309 | Gir war Schöffe |
| Hermann Hardevust und Heinrich Jude                                                                         | 1309 | 1310 | Keine Angaben |
| Heinrich Hardevust und Heinrich Grin                                                                        | 1311 | 1312 | Grin amtierte als Schöffe |
| Werner Overstolz von der Sandkaul                                                                           | 1312 | 1313 | Overstolz amtierte als Schöffe |
| Gerhard Benesis (in der Lintgasse) und Hilger Hirzelin                                                      | 1313 | 1314 | Benesis amtierte als Schöffe |
| Bruno Schoneweder                                                                                           | 1314 | 1315 | Keine Angaben |
| Hilger von der Stesse                                                                                       | 1315 | 1316 | Hilger von der Streesse(n) erhaute die Sylvesterkapelle in der erstmals im 10. Jahrhundert erwähnten, späteren Pfarrkirche St. Laurenz. Die in der, der Pfarrkirche angefügten Stifterkapelle aufgestellten Altäre, ergänzte im Jahr 1374 „Bela“, Witwe des Ritters Heinrich de Cusino (Heinrich Kusin d. Ä.) durch weitere drei Altäre. Hilger amtierte auch als Schöffe                                                                      |
| Gottschalk Overstolz im Filzengraben und Johann Overstolz                                                   | 1316 | 1317 | Gottschalk amtierte als Schöffe |
| Dietrich vom Hirtze und Tilmann Kleingedank                                                                 | 1317 | 1318 | Dietrich amtierte als Schöffe |
| Johann vom Horne und Robin Grin                                                                             | 1318 | 1319 | Johann amtierte als Schöffe |
| Franko Gir von Kovelshoven und Johann Quatermart vom „Herzogenhaus“                                         | 1319 | 1320 | Franko amtierte als Schöffe. Das aus einem Ansiedel entstandene Haus der Quatermart hatte sich zu einem prachtvollen Gebäude entwickelt und erhielt im Volksmund den Namen Herzogenhaus. Die Familie verzweigte sich im Lauf der Zeit, so benutzten nun die vom Stammhaus diese Bezeichnung als Namenszusatz. |
| Johann Quatermart von der Sandkaule und Heinrich Overstolz                                                  | 1320 | 1321 | Johann amtierte als Schöffe |
| Mathias vom Spiegel und Gotthard Jude                                                                       | 1326 | 1327 | Mathias amtierte als Schöffe |
| Heinrich Quatermart                                                                                         | 1328 | 1329 | (Vor) Name ungewiss |
| Heinrich vom Spiegel, Schöffe                                                                               | 1331 | 1332 | Kann auch nur in 31 oder 32 amtiert haben |
| Matthias Overszolz                                                                                          | 1332 | 1333 | Keine Angaben |
| Philipp vom Spiegel und Franko vom Horne                                                                    | 1333 | 1334 | vom Spiegel war Schöffe |
| Hermann Scherfgin und Bruno von Schallenberg (von Lintlar)                                                  | 1334 | 1335 | Scherfgin war Schöffe |
| Eberhard Gir und Johann Overstolz                                                                           | 1337 | 1338 | Gir war Schöffe |
| Johann Overstolz im Filzengraben und Rutger Raitz                                                           | 1340 | 1341 | Beide amtierten als Schöffe |
| Dietrich Gir und Johann Overstolz von der Windeck                                                           | 1341 | 1342 | Gir amtierte als Schöffe |
| Wilhelm Gir und Heinrich Quatermart in der Straßburgergasse                                                 | 1342 | 1343 | Gir amtierte als Schöffe |
| Johann Scherfgin                                                                                            | 1343 | 1344 | Er amtierte als Schöffe |
| Matthias Quatermart                                                                                         | 1344 | 1345 | Er amtierte als Schöffe |
| Johann Grin                                                                                                 | 1345 | 1346 | Keine Angaben |
| Richolf Overstolz                                                                                           | 1346 | 1347 | Keine Angaben |
| Werner von Spiegel un Peter Schoneweder                                                                     | 1347 | 1348 | Spiegel war auch Schöffe |
| Dietrich von Hirtze und Peter von Lebarde                                                                   | 1348 | 1349 | Hirtze war auch Schöffe |
| Johann Overstolz von Efferen und Eberhard Hardevust                                                         | 1349 | 1350 | Beide waren auch Schöffe |
| Gerhard Benesis (in der Lintgasse), und Tilman Overstolz                                                    | 1350 | 1351 | Benesis war auch Schöffe |
| Edmund Birkelin                                                                                             | 1353 | 1354 | Edmund Birkelin war später während der Zeit der Ereignisse des Weberaufstandes und des daraus resultierenden Machtverfalls der Patrizier eine der handelnden Personen. |
| Werner von Spiegel                                                                                          | 1354 | 1355 | War auch Schöffe |
| Dietrich von Hirtze                                                                                         | 1355 | 1356 | Hirtze war auch Schöffe |
| Johann Overstolz von Efferen                                                                                | 1356 | 1357 | Overstolz war auch Schöffe |
| Eberhard Hardevust                                                                                          | 1357 | 1358 | Hardevust war auch Schöffe |
| Gerhard Benesis (in der Lintgasse)                                                                          | 1358 | 1359 | Benesis war auch Schöffe |
| Richolf Grin von Wichterich                                                                                 | 1359 | 1360 | In der Amtszeit Richolf Grin von Wichterichs kam es im September 1359 zu einem Beistandsbündniss der Städte Köln, Oberwesel, Koblenz, Andernach und Bonn auf zehn Jahre. |
| Edmund Birkelin                                                                                             | 1360 | 1361 | Keine Angaben |
| Johann Gir von Kovelshoven                                                                                  | 1361 | 1362 | War auch Schöffe |
| Dietrich Benesis (in der Lintgasse) und Bruno Hardevust                                                     | 1362 | 1363 | Benesis war Schöffe |
| Heinrich Gir                                                                                                | 1363 | 1364 | Gir war Schöffe |
| Tilmann von der PO, oder „von Poœ“                                                                          | 1364 | 1365 | Die Familie derer „von Poœ“, war von alters her auf dem Niederich ansässig und hatte das dortige Gericht als Lehen. Erzbischof Walram kaufte es im Jahr 1342 von „Tilnan von Poœ“, einem weiteren Zweig der Familie angehörig, zurück. |
| Matthias Overstolz und Heinrich von der Ehren                                                               | 1366 | 1367 | Overstolz war Schöffe |
| Johann Gir von Kovelshoven                                                                                  | 1368 | 1369 | Gir war Schöffe. Johann Gir von Kovelshoven entfachte wegen der Weinakzise den sogenannten „Flaschenkrieg“ mit der Kölner Geistlichkeit. Der Streit um die dem Klerus bisher gewährte Steuerfreiheit auf deren Weinverkauf eskalierte bis hin zu einem über die Stadt verhängten Interdikt durch den Verweser des Kölner Erzstifts, den Trierer Erzbischof Kuno.                                                                               |
| Gerhard Benesis (in der Lintgasse)                                                                          | 1369 | 1370 | Benesis war Schöffe |
| Peter von Lebande und Werner Overstolz (von der Windeck?)                                                   | 1370 | 1371 | Keine Angaben |
| Richolf Grin von Wichterich und Eberhard Gir von Hurtgin                                                    | 1372 | 1373 | von Hurtgin war Schöffe |
| Johann Gir von St. Pantaleon und Heinrich Hardefust                                                         | 1373 | 1374 | Hardefust war Schöffe |
| Heinrich von Stave und Constantin von Lyskirchen auf dem Heumarkt                                           | 1374 | 1375 | Die Familie von Stave setzte 1359 jedem der städtischen Hospitäler eine Rente aus. Sie erhielten einen jährlichen Geldbetrag. Von Lyskirchen war Schöffe. |
| Hilger Quattermart von der Stesse und Eberhard Hardefust                                                    | 1375 | 1376 | Hardefust war Schöffe. Hilger Quatermart von der Stesse, der die Partei „Greifen“ anführte, wurde 1398 verhaftet und hingerichtet. |
| Johann Gir und Constantin von Lyskirchen auf dem Heumarkt                                                   | 1376 | 1377 | von Lyskirchen war der Schöffe |
| Richolf Grin von Wichterich, Heinrich Kusin d. A. und Constantin von Lyskirchen zu Mirweiler als Nachrücker | 1377 | 1378 | Kusin war der Schöffe. Ende des 15. Jahrhunderts erwarben die Brauer 1496 das Haus Mirweiler auf der Schildergasse. Wahrscheinliche Verkäufer des Hauses waren die Nachkommen des „Constantin von Lyskirchen zu Mirweiler“. |
| Constantin von Lyskirchen zu Mirweiler                                                                      | 1378 | 1379 | Keine Angaben |
| Hermann und Rembold Scherfgin                                                                               | 1379 | 1380 | Beide Scherfgins amtierten als Schöffe |
| Johann von Troxen und Eberhard Gir von Hurtgin                                                              | 1380 | 1381 | Hurtgin war der Schöffe |
| Werner Overstolz und Werner von der Aducht                                                                  | 1381 | 1382 | Keine Angaben |
| Philipp Scherfgin und Eberhard Hardefust d. J.                                                              | 1382 | 1383 | Beide amtierten als Schöffe |
| Lufand Schiederich, Johann vom Horne und Matthias vom Spiegel zum Irrgang als Nachrücker                    | 1383 | 1384 | vom Horne war der Schöffe, vom Spiegel zum Irrgang war Greve |
| Johann Overstolz im Filzengraben und Heinrich Hardefust von Vaitalmershoven                                 | 1384 | 1385 | Overstolz war der Schöffe |
| Heinrich Hardefust von Vaitalmershoven und Johann Overstolz von Efferen                                     | 1385 | 1386 | Overstolz war der Schöffe |
| Gobel von der Ehren und Gotthard Gir                                                                        | 1386 | 1387 | Gir amtierte als Schöffe |
| Johann Birkelin und Johann Scherfgin                                                                        | 1387 | 1388 | Scherfgin war der Schöffe |
| Franko Scherfgin und Heinrich Kusin d. J.                                                                   | 1388 | 1389 | Kusin war der Schöffe |
| Ludwig Jude und Constantin von Lyskirchen zu Mirweiler                                                      | 1389 | 1390 | von Lyskirchen war der Schöffe |
| Johann Birkelin und Johann Overstolz im Filzengraben                                                        | 1390 | 1391 | Overstolz war der Schöffe |
| Roland von der Ehren und Heinrich von Stave                                                                 | 1391 | 1392 | Der Patrizier Heinrich von Stawe wurde 1394 wegen falscher Informationen, die zur Besetzung von Deutz führten, vom Rat verbannt. |
| Heinrich vom Spiegel zu Rodenberg und Hilger Quatermart von der Stesse                                      | 1392 | 1393 | Der Name „zu Rodenberg“ verweist wahrscheinlich auf die Altstadtgasse „Auf dem Rothenberg“. |
| Johann von Hirtze d. A. und Roland von der Ehren                                                            | 1393 | 1394 | Keine Angaben |
| Heinrich Schallenberg von Lintlar und Heinrich Hardefust von Vaitalmershoven (?)                            | 1394 | 1395 | Keine Angaben |
| Johann Overstolz(?) und Johann Vogt von Merheim                                                             | 1395 | 1396 | Keine Angaben |
| Heinrich Hardefust und Gotthard von Lyskirchen                                                              | 1396 | 1397 | Die seit dem „Weberaufstand“ (1371) entzweiten „Geschlechter“ der Stadt hatten sich in die Parteien der „Greifen“ und der „Freunde“ aufgeteilt. Im Juni 1396 wurde Constantin von Lyskirchen, Anführer der „Freunde“, festgenommen. Damit endet die Ära der herrschenden Patrizierfamilien. Erst Mitte des 16. Jahrhunderts trat wieder ein „Lyskirchen“ das Bürgermeisteramt an (Constantin von Lyskirchen 1554 Schöffe, 1557 Bürgermeister). |
| Winrich von Oussen und Johann Ecgelgin von Stommel                                                          | 1397 | 1398 | Keine Angaben |
| Johann von Reymbach und Arnold Losschart                                                                    | 1398 | 1399 | Keine Angaben |
| Abel von der Lynden und Konrad von dem (in dem) Medehuys                                                    | 1399 | 1400 | Keine Angaben |

#### 15. Jahrhundert
| Name                                                           | von  | bis  | Anmerkungen/Bild |
| -------------------------------------------------------------- | ---- | ---- | --- |
| Johann von Aiche und Syvart Hirzelin von Ulreportzen           | 1400 | 1401 | Keine Angaben |
| Lambert van Duren und Abel von der Lynden                      | 1401 | 1402 | Lambert van Duren (* 5. März 1371 in Düren, † 5. August 1418 in Köln), zog 1385 von Düren nach Köln und erwarb dort das Bürgerrecht. |
| Johann Floryn und Herbort Ruwe                                 | 1402 | 1403 | Keine Angaben |
| Johann Buschof und Johann von Dauwe                            | 1403 | 1404 | Johann vom Dauwe war ein Nachkomme der bereits im 12. Jahrhundert in Schreinsakten belegten Familie „vom Dove“ (auch Dauwe oder De Rore), deren jeweilige Generationen über Jahrhunderte den gleichnamigen Hof an der Severinstraße bewirtschafteten. Das riesige Gelände des „Dov“ erscheint im Schrein nur als Angabe zur Lage und war später Namensgeber eines dort gegründeten Klosters sowie einer auf ihm angelegten Straße mit der heutigen Bezeichnung „Im Dau“. Der hier angeführte Bürgermeister wird in den Quellen als Johann vom Dauwe IV. bezeichnet, der als wohlhabender Weinhändler nach dem Ende der Patrizierherrschaft in das höchste Amt der Stadt aufrückte. |
| Johann Wulfart und Gobel von der Ehren                         | 1404 | 1405 | Keine Angaben |
| Hermann von Heymbach und Herbort Ruwe                          | 1405 | 1406 | Keine Angaben |
| Hermann von Atfange und Jakob von Hemberg (auch von Bernsauwe) | 1406 | 1407 | Bürgermeister Jakob von Hemberg, alias von Bernsauwe, stiftete die Engelskapelle der Kartäuser, die im Jahr 1425 geweiht wurde. |
| Heinrich von Oussem und Johann Floryn                          | 1407 | 1408 | Keine Angaben |
| Gobel Walrave und Roland von Odendorp                          | 1408 | 1409 | Von Odendorp fungierte als verantwortlicher Baumeister des Rathausturmes (Bauzeit 1407 bis 1414) in seiner Rentmeisterzeit. |
| Johann Buschof und Gobel von der Ehren                         | 1409 | 1410 | Keine Angaben |
| Konrad Schymmelpenninck und Johann vom Dauwe                   | 1410 | 1411 | Keine Angaben |
| Johann von Lewensteyn und Abel von der Lynden                  | 1411 | 1412 | Keine Angaben |
| Johann Wulfart und Konrad Schymmelpenninck                     | 1412 | 1413 | Keine Angaben |
| Gobel Walrave und Johann Buschof                               | 1413 | 1414 | Der an der Bruno Straße, hinter der Kirche St. Maria Magdalena und vor dem Gelände der Kölner Kartause gelegene „Walravenhof“ lag im Kirchspiel St. Severin |
| Johann von Dauwe und Heinrich Oussem                           | 1414 | 1415 | Keine Angaben |
| Johann von Aldenroide und Adolf Bruwer                         | 1415 | 1416 | Keine Angaben |
| Konrad Schymmelpenninck und Johann von Lewensteyn              | 1416 | 1417 | Keine Angaben |
| Heinrich von Oussem und Johann Huechelhoven                    | 1417 | 1418 | Keine Angaben |
| Matthias Walrave und Johann vom Aren                           | 1418 | 1419 | Keine Angaben |
| Johann Buschof und Gobel Walrave                               | 1419 | 1420 | Keine Angaben |
| Johann vom Dauwe und Johann von Heymbach                       | 1420 | 1421 | Keine Angaben |
| Heinrich Hardefust und Matthias Walrave                        | 1421 | 1422 | Unter Hardefust und Walrave wurde 1422 der „Mummenschanz“ während der Fastnacht verboten. |
| Johann Buschof und Johann von Mauwenheym                       | 1422 | 1423 | (heutiges Mauenheim?) |
| Johann von Heymbach und Eberhard Hardefust                     | 1423 | 1424 | Keine Angaben |
| Matthias Walrave und Wenemar von den Birbom                    | 1424 | 1425 | Keine Angaben |
| Johann Jude und Johann von Lewensteyn                          | 1425 | 1426 | Keine Angaben |
| Heinrich Hardefust und Johann von Heymbach                     | 1426 | 1427 | Keine Angaben |
| Matthias Walrave und Wenemar von den Birbom                    | 1427 | 1428 | Keine Angaben |
| Eberhard Hardefust und Rutger von den Weyden                   | 1428 | 1429 | Keine Angaben |
| Heinrich Hardefust und Johann von der Arken                    | 1429 | 1430 | Keine Angaben |
| Johann von Heymbach und Wenemar von den Birbom                 | 1430 | 1431 | Keine Angaben |
| Matthias Walrave und Johann von Elner                          | 1431 | 1432 | Im Jahr 1475 wurde der „Edle“ Mathias Walrave als Lehnsherr auf Burg Kendenich genannt. |
| Eberhard Hardefust und Johann von der Arken                    | 1432 | 1433 | Keine Angaben |
| Heinrich Hardefust und Friedrich Walrave                       | 1433 | 1434 | Keine Angaben |
| Johann von Heymbach und Rutger von den Weyden                  | 1434 | 1435 | Keine Angaben |
| Johann von der Arken und Arnold von Sevenburgen                | 1435 | 1436 | Keine Angaben |
| Eberhard Hardefust und Hermann von Glesch                      | 1436 | 1437 | Keine Angaben |
| Rutger von den Wyden und Gotthard vom Wasservasse              | 1437 | 1438 | Rutger von den Wyden erhielt im Jahr 1439 von Herzog Wilhelm die Burg Efferen mit dem zugehörigen Land als Lehen. |
| Johann von Heyenbach und Johann von der Arken                  | 1438 | 1439 | Keine Angaben |
| Gobel Walrave und Hermann von Glesch                           | 1439 | 1440 | Keine Angaben |
| Gotthard vom Wasservasse und Johann Penninck                   | 1440 | 1441 | Johann Penninck war von 1440 bis 1475 Provisor der alten Universität zu Köln. |
| Johann von der Arken und Johann von Heymbach                   | 1441 | 1442 | Die beiden Bürgermeister gaben den Auftrag zur Errichtung des Gürzenich. Im folgenden Jahrhundert war die Familie weiterhin präsent, im März des Jahres 1583 wurde gegen seinen Nachfahren Wilhelm von der Arck eine Appellationsklage der Erben Kivers und Abts vor dem Reichskammergericht eingereicht. |
| Hermann von Glesch und Hermann Scherfgin                       | 1442 | 1443 | Keine Angaben |
| Gotthard von Wasservasse und Johann (von, vom) Hirtze          | 1443 | 1444 | Hirtze studierte in Köln, war mehrfach Bürgermeister, Mitglied eines Ritterordens und stiftete dem Stift St. Ursula 1443 die Erneuerung des Cordulaaltars und in den 1460er Jahren den Umbau der dortigen Marienkapelle. |
| Johann von Heymbach und Johann von der Arken                   | 1444 | 1445 | Keine Angaben |
| Johann Penninck und Johann Schymmmelpenninck                   | 1445 | 1446 | Keine Angaben |
| Gotthard vom Wasservasse und Hermann von Glesch                | 1446 | 1447 | Keine Angaben |
| Johann von der Arken und Gerhard Haer                          | 1447 | 1448 | Keine Angaben |
| Johann Penninck und Johann Schymmmelpenninck                   | 1448 | 1449 | Keine Angaben |
| Hermann von Glesch und Johann vom Dauwe                        | 1449 | 1450 | Keine Angaben |
| Gerhard Haer und Gotthard vom Wasservasse                      | 1450 | 1451 | Keine Angaben |
| Johann Penninck und Johann Schymmmelpenninck                   | 1451 | 1452 | Keine Angaben |
| Johann vom Dauwe und Lufart von Schiderich                     | 1452 | 1453 | Keine Angaben |
| Gotthard vom Wasservasse und Johann vom Hirtze                 | 1453 | 1454 | Keine Angaben |
| Gerhard Haer und Eberhard vom Hirtze                           | 1454 | 1455 | Keine Angaben |
| Johann Penninck und Lufart von Schiderich                      | 1455 | 1456 | Keine Angaben |
| Gotthard vom Wasservasse und Johann von Breyde                 | 1456 | 1457 | Keine Angaben |
| Eberhard vom Hirtze und Matthias Wachendorp                    | 1457 | 1458 | Keine Angaben |
| Johann Penninck und Johann vom Dauwe                           | 1458 | 1459 | Keine Angaben |
| Gotthard vom Wasservasse und Johann von Breyde                 | 1459 | 1460 | Keine Angaben |
| Eberhard vom Hirtze und Heinrich Sudermann                     | 1460 | 1461 | Keine Angaben |
| Johann vom Hirtze und Lufart von Schiderich                    | 1461 | 1462 | Keine Angaben |
| Johann von Breyde und Gotthard vom Wasservasse                 | 1462 | 1463 | Keine Angaben |
| Eberhard vom Hirtze und Heinrich Sudermann                     | 1463 | 1464 | Keine Angaben |
| Johann vom Hitze und Lufart von Schiderich                     | 1464 | 1465 | Keine Angaben |
| Johann vom Dauwe und Johann Krulman                            | 1465 | 1466 | Keine Angaben |
| Johann von Breyde und Heinrich Sudermann                       | 1466 | 1467 | Keine Angaben |
| Johann vom Hitze und Lufart von Schiderich                     | 1467 | 1468 | Keine Angaben |
| Johann Krulman und Johann vom Dauwe                            | 1468 | 1469 | Keine Angaben |
| Peter von der Clocken und Heinrich Sudermann                   | 1469 | 1470 | Keine Angaben |
| Johann von Breyde und Lufart von Schiderich                    | 1470 | 1471 | Im Oktober 1471 wurde eine brachliegende Hofstatt hinter dem Hühnermarkt, am Marsplatz hinter dem Stockhaus, durch Lufart von Schiderich von Erzbischof Ruprecht um sechs Mark in Erbleihe genommen. Lufart gelobte das Anwesen zu renovieren und einzufrieden, dem Erzbischof wurde bei diesem Handel ein Rückkaufrecht eingeräumt. |
| Johann Krulman und Johann vom Dauwe                            | 1471 | 1472 | Keine Angaben |
| Heinrich Sudermann und Eberhard von Hirtze                     | 1472 | 1473 | Keine Angaben |
| Peter von der Glocken und Lufart von Schiderich                | 1473 | 1474 | Keine Angaben |
| Johann Krulman und Johann vom Dauwe                            | 1474 | 1475 | Keine Angaben |
| Johann von Dauwe und Goswin von Strailen                       | 1475 | 1476 | In die Amtszeit dieser beiden Herren fiel die Erhebung Kölns zur freien Reichsstadt. Im Jahr 1475 unterstand die Stadt nun in allen Belangen durch das von Friedrich III. an sie verliehene Privileg der Reichsunmittelbarkeit nur noch dem Kaiser. |
| Heinrich Sudermann und Peter von Ercklentz                     | 1476 | 1477 | Keine Angaben |
| Peter von der Glocken und Lufart von Schiderich                | 1477 | 1478 | Keine Angaben |
| Johann vom Dauwe und Goswin von Strailen                       | 1478 | 1479 | Keine Angaben |
| Heinrich Sudermann und Peter von Ercklentz                     | 1479 | 1480 | Keine Angaben |
| Peter von der Clocken und Hermann Rink                         | 1480 | 1481 | Der Gründer der Kölner Familie „Rinck“, Johann Rinck, vertrat als ein von seiner Zunft delegierter Ratsherr von 1439 bis 1460 die Interessen der Gaffel „Windeck“, in der sich speziell die mit England Handel treibenden Kaufleute organisiert hatten. Rincks 21-jähriges Wirken im Rat und die dort während dieser Zeit geknüpften Verbindungen und Freundschaften, sein Ansehen als Geschäftsmann, das Vermögen seiner Familie und auch das Auftreten als Mäzen der Stadt ebneten den Weg für seinen Neffen „Hermann Rinck“ in das höchste Amt der Stadt. |
| Johann von Dauwe und Goswin von Strailen                       | 1481 | 1482 | Nach einem von dem Gürtelmacher „Johann Hemmersbach“ organisierten Aufstand stürmen Aufständische am 18. Februar, dem Fastnachtsmontag 1482, das Rathaus und nahmen die Bürgermeister Johann von Dauwe und Goswin von Strailen sowie einige Ratsherren fest. Der Aufstand wurde niedergeschlagen und die Rädelsführer am Aschermittwoch auf dem Heumarkt enthauptet. |
| Heinrich Sudermann und Peter von Ercklentz                     | 1482 | 1483 | Keine Angaben |
| Hermann Rink und Heinrich Sasse                                | 1483 | 1484 | Keine Angaben |
| Johann vom Dauwe und Goswin von Strailen                       | 1484 | 1485 | Keine Angaben |
| Peter von Erckelentz und Eberhard von Schiderich               | 1485 | 1486 | Keine Angaben |
| Heinrich Sudermann und Johann Muysgin                          | 1486 | 1487 | Johann Muysgin, im Text des Testamentes (Februar 1500) der Marie Sudermann als „mynst gnedigsten heren van Coelne“ bezeichnet, war auch Kirchenmeister der Kölner Pfarrkirche St. Kolumba. |
| Goswin von Strailen und Gotthard vom Wasservasse               | 1487 | 1488 | Keine Angaben |
| Hermann Rink und Johann Broelmann                              | 1488 | 1489 | |
| Johann vom Hitze und Eberhaed von Schiderich                   | 1489 | 1490 | Keine Angaben |
| Goswin von Strailen und Tilmann von Siegen                     | 1490 | 1491 | Keine Angaben |
| Johannes Broelmann und Heinrich Haich                          | 1491 | 1492 | Johannes von Esch genannt Broelmann saß zwischen 1460 und 1493 als Vertreter des Wollenamtes im Kölner Rat und war zweimal Bürgermeister |
| Johann van Hirtz und Johann von Merle                          | 1492 | 1493 | 1493 ließ Johann van Hirtz in der Kirche St. Maria im Kapitol, im Winkel zwischen der nördlichen Zwickelkapelle und der Nordkonche, eine den Hl. Maria und Johannes dem Täufer geweihte Kapelle errichten. Hirtz war Ratsherr (1484–1494), Bürgermeister (1488 und 1492) und Professor an der alten Kölner Universität. |
| Gotthaed vom Wasservasse und Tilmann von Siegen                | 1493 | 1494 | Tilmann von Siegen war als Angehöriger der einflussreichen Kölner Patrizierfamilie von Siegen seit 1475 Mitglied des städtischen Magistrates. |
| Heinrich Haich und Gerhard von Wesel                           | 1494 | 1495 | Gerhard von Wesel machte sich schon Jahre zuvor um seine Stadt verdient. Er verhandelte zu einer Zeit am englischen Hof, als die Hanse gegen England (1469/70) einen Kaperkrieg begonnen hatte. So konnte er bei dem englischen König Eduard eine Verlängerung der Handelsprivilegien um zwei Jahre für Köln erreichen. |
| Johann von Merle und Gerhard vom Wasservasse                   | 1495 | 1496 | Keine Angaben |
| Tilmann von Siegen und Johann von Berchem                      | 1496 | 1497 | Keine Angaben |
| Eberhard von Schiderich und Gerhard von Wesel                  | 1497 | 1498 | Keine Angaben |
| Johann von Merle und Gerhard vom Wasservasse                   | 1498 | 1499 | Keine Angaben |
| Tilmann von Siegen und Johann von Berchem                      | 1499 | 1500 | Keine Angaben |

### Frühe Neuzeit
| Name                                                                              | von  | bis  | Anmerkungen/Bild |
| --------------------------------------------------------------------------------- | ---- | ---- | --- |
| Eberhard von Schiderich und Johann von Reidt                                      | 1500 | 1501 | Keine Angaben |
| Gerhard vom Wasservasse und Dietrich von Schiderich                               | 1501 | 1502 | Keine Angaben |
| Johann von Berchen und Gerhard von Wesel                                          | 1502 | 1503 | Bürgermeister und Rat der Stadt Cöln verkauften den Schwestern der Clause St. Johann Baptist bei St. Cathrynen in Cöln vom Orden des heiligen Benedict vier Goldgulden Rente, gegen 100 Goldgulden. |
| Eberhard von Schiderich und Johann von Reidt                                      | 1503 | 1504 | Keine Angaben |
| Dietrich von Schiderich und Gerhard vom Wasservasse                               | 1504 | 1505 | Keine Angaben |
| Johann von Berchem und Konrad von Schürenfeltz                                    | 1505 | 1506 | Johann Pfeffer und drei Kumpane gestanden vom Kellner des Erzbischofs in Poppelsdorf zur Ermordung der amtierenden oder ehemaligen Bürgermeister Johann Berchem, Conrad von Schürenfels, Johann von Rheidt und Gerhard vom Wasservasse gedungen worden zu sein. Der Kellner habe sich dafür rächen wollen, dass ihm der Kölner Rat ein Geleitgesuch abgeschlagen hatte. |
| Eberhard von Schiderich und Johann von Rheidt                                     | 1506 | 1507 | Keine Angaben |
| Gerhard von Wesel und Gerhard vom Wasservasse                                     | 1507 | 1508 | Keine Angaben |
| Johann von Berchem und Konrad von Schürenfeltz                                    | 1508 | 1509 | Keine Angaben |
| Johann von Reidt und Johann von Oldendorp                                         | 1509 | 1510 | Keine Angaben |
| Gerhard vom Wasservasse, Gerhard von Greffroit und Hermann von Kleve (Nachrücker) | 1510 | 1511 | In der Pfarrkirche St. Mariä Geburt, Efferen befindet sich ein Chorgestühl aus der ehemaligen Stiftskirche St. Maria im Kapitol, Köln. Auf Teilen der aus dem 16. Jahrhundert stammenden Chorstühlen, befinden sich Wappen ehemaliger Kölner Bürgermeisterfamilien. So auch das Wappen der „Wasservasse“. |
| Johann von Berchem und Konrad von Schürenfeltz                                    | 1511 | 1512 | Keine Angaben |
| Johann von Rheidt und Johann von Oldendorp                                        | 1512 | 1513 | Oldendorp und Rheidt wurden infolge des Aufstandes der Gaffeln von einem Schöffengericht zum Tod verurteilt und am 21. Dezember 1512 auf dem Heumarkt enthauptet. |
| Gerhard vom Wasservasse und Johann Rinck                                          | 1512 | 1513 | vom Wasservasse und Rinck ersetzten die Hingerichteten |
| Gerhard vom Wasservasse und Johann Rinck                                          | 1513 | 1514 | Aufgrund der Ereignisse hatten sie eine weitere Amtszeit |
| Konrad von Schürenfeltz und Adolf Rinck                                           | 1514 | 1515 | Das Hofgut der Familie Rink, stand als einziges Anwesen „Am Rinkenpfuhl“ in der Nähe des Klosters der Benediktinerinnen und der St Mauritiuskirche. Im November 1911 wurde der vor 1516 errichtete Treppenturm des Rinkenhofes, Am Rinkenpfuhl 24, niedergelegt. |
| Gotthard Kannengießer und Johann von Aiche                                        | 1515 | 1516 | Keine Angaben |
| Gerhard vom Wasservasse und Arnold von Bruwiler                                   | 1516 | 1517 | Arnold von Brauweiler war Kaufmann, Ratsherr und Bürgermeister in Köln. Er wurde um 1468 geboren und starb 1552 in Köln |
| Konrad von Schürenfeltz und Adolf Rinck                                           | 1517 | 1518 | Keine Angaben |
| Gotthard Kannengießer und Johann von Aiche                                        | 1518 | 1519 | Die von Aiche bekleideten eventuell ein Buntwörteramt (Kürschnerinnung) in Köln. |
| Gerhard vom Wasservasse und Arnold von Bruwiler                                   | 1519 | 1520 | Keine Angaben |
| Konrad von Schürenfeltz und Adolf Rinck                                           | 1520 | 1521 | Triptychon, Neu-St. Alban. Das Werk wurde einst von Konrad von Schürenfels gestiftet und stellt ihn mit seiner Frau auf den Flügelinnenseiten des Bildes dar. |
| Gotthard Kannengießer und Bruno von Blitterswich                                  | 1521 | 1522 | Keine Angaben |
| Arnold von Bruwiler und Johann von Rei(d)t                                        | 1522 | 1523 | Johann von Reidt (Schreibweise des Namens unterschiedlich), wurde um 1470 geboren und starb 1535. Reidt war zwischen 1522 und 1535 mehrmals Bürgermeister der Stadt deren Ratsherr er von 1514 bis 1533 war. Ob Reidt mit seinem 1512 hingerichteten Amtsvorgänger gleichen Namens verwandt war bleibt offen. |
| Adolf Rinck und Albert Keye                                                       | 1523 | 1524 | Keine Angaben |
| Gotthard Kannengießer, Bruno von Blitterswich und Johann Huype (Nachrücker)       | 1524 | 1525 | Bruno von Blitterswich war Provisor der alten Universität zu Köln und starb im Jahr 1524. |
| Arnold von Bruwiler und Johann von Rei(d)t                                        | 1525 | 1526 | Keine Angaben |
| Adolf Rinck und Albert von Genyß                                                  | 1526 | 1527 | Keine Angaben |
| Gotthard Kannengießer und Johann Huype                                            | 1527 | 1528 | Keine Angaben |
| Arnold von Bruwiler und Johann von Rei(d)t                                        | 1528 | 1529 | Keine Angaben |
| Adolf Rinck und Arndt von Siegen                                                  | 1529 | 1530 | Arnold von Siegen war zwölfmaliger Bürgermeister. Er war bestrebt, die katholische Haltung Kölns zu wahren. So war er es auch, der den ersten Anzeichen des Protestantismus in seiner Heimatstadt mit Entschiedenheit entgegentrat und an dem Prozess gegen die dann 1529 hingerichteten Protestanten Adolf Clarenbach und Peter Fliesteden aktiven Anteil hatte. Durch Arnold von Siegen, der 1527 „hoff undt guth zu Sechtem erkaufft zu einer newen undt rechten Mannlehen…“, die seit alter Zeit der „Graue Burg“ in Sechtem zugehörten, waren die von Siegen zu Herren von Sechtem geworden, die sie bis 1734 blieben.                                   |
| Gotthard Kannengießer und Johann Huype                                            | 1530 | 1531 | Kannengießer starb 1531 im Amt. |
| Arnold von Bruwiler und Johann von Rei(d)t                                        | 1531 | 1532 | Keine Angaben |
| Adolf Rinck und Arndt von Siegen                                                  | 1532 | 1533 | Keine Angaben |
| Gerhard vom Wasservasse und Jakob von Rodenkirchen                                | 1533 | 1534 | In den Urkunden des frühen Mittelalters wurde mehrfach der Name des adeligen Geschlechts der „von Rodenkirchen“ genannt. Um 1190 gab „Hermann von Rodenkirchen“ gegen eine Anleihe von 36 Mark sein Lehen an das Stift St. Martin vorübergehend zurück, um am Kreuzzug gegen Saladin den Eroberer Jerusalems teilnehmen zu können. Ein „Johann von Rodenkirchen“ war ein von Erzbischof Konrad von Hochstaden 1259 in Köln eingesetzter Schöffe. Sein wahrscheinlicher Nachfahre „Jakob von Rodenkirchen“ wurde Kölner Bürgermeister. |
| Arnold von Bruwiler und Johann von Reidt                                          | 1534 | 1535 | Johannes Rethius, der Sohn des Johann von Reidt, trat 1552 in die 1544 gegründete Kölner Ordensniederlassung der Jesuiten ein und erhielt 1556 durch den Rat die Leitung der Bursa trium coronarum übertragen, der Vorgängerin des heutigen Dreikönigsgymnasiums. Ab 1562 war er auch Domprediger am Kölner Dom. |
| Adolf Rinck und Arndt von Siegen                                                  | 1535 | 1536 | Keine Angaben |
| Gerhard vom Wasservasse und Jakob von Rodenkirchen                                | 1536 | 1537 | Keine Angaben |
| Arnold von Bruwiler und Peter von Heymbach                                        | 1537 | 1538 | Der Hanse-, Tuch- und Stahlhändler Peter von Heymbach (gest. 1557) war von 1521 bis 1556 Kölner Ratsherr und sechsmal Bürgermeister. Ebenso wie Bruwilwer wurde er von „Barthel Bruyn“ porträtiert. (Zeughaus Köln) |
| Adolf Rinck und Arndt von Siegen                                                  | 1538 | 1539 | Keine Angaben |
| Gerhard vom Wasservasse und Jakob von Rodenkirchen                                | 1539 | 1540 | Keine Angaben |
| Arnold von Bruwiler und Peter von Heymbach                                        | 1540 | 1541 | Keine Angaben |
| Arndt von Siegen und Hermann Sudermann                                            | 1541 | 1542 | Keine Angaben |
| Goswin von Lommersheim und Heinrich von Broich                                    | 1542 | 1543 | Keine Angaben |
| Arnold von Bruwiler und Peter von Heymbach                                        | 1543 | 1544 | Keine Angaben |
| Arndt von Siegen und Hermann Sudermann                                            | 1544 | 1545 | Keine Angaben |
| Goswin von Lommersheim und Heinrich von Broich                                    | 1545 | 1546 | Keine Angaben |
| Arnold von Bruwiler und Peter von Heymbach                                        | 1546 | 1547 | Keine Angaben |
| Arndt von Siegen und Hermann Sudermann                                            | 1547 | 1548 | Keine Angaben |
| Goswin von Lommersheim und Heinrich von Broich                                    | 1548 | 1549 | Keine Angaben |
| Arnold von Bruwiler und Peter von Heymbach                                        | 1549 | 1550 | Keine Angaben |
| Arndt von Siegen und Hermann Sudermann                                            | 1550 | 1551 | Keine Angaben |
| Goswin von Lommersheim und Heinrich von Broich                                    | 1551 | 1552 | Keine Angaben |
| Arnold von Bruwiler und Peter von Heymbach                                        | 1552 | 1553 | Keine Angaben |
| Arndt von Siegen und Hermann Sudermann                                            | 1553 | 1554 | Keine Angaben |
| Goswin von Lommersheim und Constantin von Lyskirchen                              | 1554 | 1555 | Keine Angaben |
| Peter von Heymbach und Johann Pyll                                                | 1555 | 1556 | Keine Angaben |
| Arndt von Siegen und Johann Sudermann                                             | 1556 | 1557 | Der 1520 geborene Sohn Hermann Sudermanns, Heinrich Sudermann, wurde 1556 erster Syndikus der Hanse. |
| Constantin von Lyskirchen und Gotfried Hittorf                                    | 1557 | 1558 | Gotfried (auch Gothard) Hittorf war Geschäftsmann, Ratsmitglied, und fünfmal Bürgermeister der Stadt Köln. Sein Sohn stiftete nach dem Tod seiner Eltern der Kirche St. Paul einen mit einem Triptychon ausgestatteten Passionsaltar. Das Mittelteil des Altarbildes ging verloren, das Bild der Mutter befindet sich in städtischen Museum Wesel. |
| Johann Pyll und Philipp Gail                                                      | 1558 | 1559 | Keine Angaben |
| Arndt von Siegen und Hermann Sudermann                                            | 1559 | 1560 | Keine Angaben |
| Constantin von Lyskirchen und Gotfried Hittorf                                    | 1560 | 1561 | Keine Angaben |
| Johann Pyll und Philipp Gail                                                      | 1561 | 1562 | Keine Angaben |
| Arndt von Siegen und Hermann Sudermann                                            | 1562 | 1563 | Arndt/Arnold von Siegen beendet seine weitere Anwartschaft auf ein Bürgermeisteramt und zieht sich ins Privatleben zurück. Ob der Tod seines ältesten Sohnes (Arnold II.) Grund der Resignation war, ist nicht bekannt. Erst ein Enkelsohn (Arnold III.) wurde wieder zum Kölner Bürgermeister gewählt. |
| Constantin von Lyskirchen und Gotfried Hittorf                                    | 1563 | 1564 | Keine Angaben |
| Johann Pyll und Philipp Gail                                                      | 1564 | 1565 | Keine Angaben |
| Hermann Sudermann und Berthold von Heymbach                                       | 1565 | 1566 | Keine Angaben |
| Constantin von Lyskirchen und Gotfried Hittorf                                    | 1566 | 1567 | Keine Angaben |
| Philipp Gail und Heinrich Kannengießer                                            | 1567 | 1568 | Keine Angaben |
| Hermann Sudermann und Melchior von Mülheim                                        | 1568 | 1569 | Keine Angaben |
| Constantin von Lyskirchen und Gotfried Hittorf                                    | 1569 | 1570 | Keine Angaben |
| Philipp Gail und Heinrich Kannengießer                                            | 1570 | 1571 | H. Kannengießer starb 1576. |
| Melchior von Mulheim und Gerhard Pilgrum                                          | 1571 | 1572 | 1562 erwarb Gerhard Pilgrum, in den Weingärten an der Schurgasse hinter dem Perlengaben, Haus- und Grundbesitz. Die Liegenschaft wurde 1580 in den Aufzeichnungen des Kölner Chronisten Hermann von Weinsberg als Weingart- und Lusthaus bezeichnet. Die unterhalb des Klosters St. Pantaleon liegende kleine Gasse, die zu diesem Anwesen auf dem sogenannten Martinsfeld führte, hatte der Rat der Stadt, da kein öffentliches Interesse vorliege, 1576 an Pilgrum verkauft. |
| Constantin von Lyskirchen und Bruno Angelmecher                                   | 1572 | 1573 | Am 4. Juni 1572 traf Constantin von Lyskirchen im Clever Hof zu Köln, den Landrentmeister von Jülich-Berg, Gebhard von Meggen. Dort zahlte dieser an Bürgermeister Lyskirchen in dessen Eigenschaft als Exekutor 1460 Goldgulden und löste damit die verpfändete Vogtei Wesseling wieder ein. |
| Philipp Gail und Johann Maß                                                       | 1573 | 1574 | Der Rat erteilte 1574 den Steinschneidern (mittelalterliche Chirurgen) die Auflage, vor jeder Operation an gebrechlichen Leuten die Bürgermeister zu informieren. Johann Maß († 1589) hatte 1537 als Johann Maß „van Berck“ das Kölner Bürgerrecht erworben. Er war Großhändler der hauptsächlich im Bleihandel aktiv war, jedoch befasste er sich auch mit Bankgeschäften. Ab 1556 gehörte er bis zu seinem Tod dem Rat der Stadt an, der ihn sechsmal zum Bürgermeister wählte. Maß war in erster Ehe mit „Sibilla Catharina von Merhem“ und dann mit Margarethe von Syburg verheiratet. Maß verstarb in seiner letzten Amtszeit und hinterließ elf Kinder. |
| Melchior von Mulheim und Gerhard Pilgrum                                          | 1574 | 1575 | Keine Angaben |
| Constantin von Lyskirchen und Caspar Kannengießer                                 | 1575 | 1576 | Keine Angaben |
| Johann Maß und Hildebrand Sudermann                                               | 1576 | 1577 | Keine Angaben |
| Melchior von Mulheim und Gerhard Pilgrum                                          | 1577 | 1578 | Keine Angaben |
| Constantin von Lyskirchen und Caspar Kannengießer                                 | 1578 | 1579 | Keine Angaben |
| Johann Maß und Hildebrand Sudermann                                               | 1579 | 1580 | Keine Angaben |
| Melchior von Mulheim und Gerhard Pilgrum                                          | 1580 | 1581 | Keine Angaben |
| Constantin von Lyskirchen und Caspar Kannengießer                                 | 1581 | 1582 | Keine Angaben |
| Johann Maß und Hildebrand Sudermann                                               | 1582 | 1583 | Keine Angaben |
| Gerhard Pilgrum und Heinrich Kruft oder Krudener                                  | 1583 | 1584 | Heinrich Kruft, genannt Krudener (auch mit „C“ geschrieben) starb am 24. September 1590 und wurde im Familiengrab der „Cruderer von Kruft“ unter dem Chor von St. Jakob beigesetzt. Die Kirche war auch die spätere Grabstätte seines Zeitgenossen und zeitweiligen Ratskollegen Hermann von Weinsberg, der unter dem Turm der Kirche 1597 bestattet wurde. |
| Caspar Kannengießer und Johann Hardenrath                                         | 1584 | 1585 | Johann von Hardenrath der Jüngere, dessen Geburtsjahr nicht bekannt ist, war der Sohn der Eheleute Johann und Christina Hardenrath, einer geborenen von Lyskirchen. Er war in zwei Ehen verheiratet. Es war Katharina Gail, Tochter eines Kölner Bürgermeisters, und Anna Klepping, die Tochter des Dortmunder Bürgermeisters Georg Klepping und dessen Frau Anna von Bardenhorst. Hardenrath dessen Ehen sechs Kinder entstammten, wurde als Bannerherr der Kaufmannsgaffel Eisenmarkt 1583 Ratsherr der Stadt Köln. |
| Johann Maß und Hildebrand Sudermann                                               | 1585 | 1586 | Keine Angaben |
| Gerhard Pilgrum und Heinrich Kruft oder Krudener                                  | 1586 | 1587 | Keine Angaben |
| Caspar Kannengießer und Johann Harderrath                                         | 1587 | 1588 | Keine Angaben |
| Johann Maß und Hildebrand Sudermann                                               | 1588 | 1589 | Keine Angaben |
| Gerhard Pilgrum und Heinrich Kruft, genannt Krudener                              | 1589 | 1590 | Keine Angaben |
| Caspar Kannengießer und Johann Harderrath                                         | 1590 | 1591 | Keine Angaben |
| Hildebrand Sudermann und Gerhard Angelmecher                                      | 1591 | 1592 | Keine Angaben |
| Gerhard Pilgrum und Markus Beyweg                                                 | 1592 | 1593 | Keine Angaben |
| Johann Hardenrath und Arndt von Siegen                                            | 1593 | 1594 | Arndt von Siegen (Arnold III.) war ein Enkel des Handelsherren und Bürgermeisters (Arnold I.) und wurde 5X zum Kölner Bürgermeister gewählt. |
| Hildebrand Sudermann und Gerhard Angelmecher                                      | 1594 | 1595 | Keine Angaben |
| Markus Beyweg und Johann von Lyskirchen                                           | 1595 | 1596 | Johann von Lyskirchen (gest. 1608) gehörte von 1572 bis 1605 dem Rat der Stadt Köln an. Zwischen 1595 und 1608 hatte er fünfmal das Bürgermeisteramt inne. |
| Johann Hardenrath und Arndt von Siegen                                            | 1596 | 1597 | Keine Angaben |
| Hildebrand Sudermann und Gerhard Angelmecher                                      | 1597 | 1598 | Keine Angaben |
| Markus Beyweg und Johann von Lyskirchen                                           | 1598 | 1599 | Keine Angaben |
| Johann Hardenrath und Arndt von Siegen                                            | 1599 | 1600 | Keine Angaben |

#### 17. Jahrhundert
| Name | von  | bis  | Anmerkungen/Bild |
| --- | ---- | ---- | --- |
| Hildebrand Sudermann und Gerhard Angelmecher                                                                    | 1600 | 1601 | Mit „Hildebrand“ endete die Ausübung eines Bürgermeisteramtes durch Mitglieder der Patrizierfamilie Sudermann. An diese Familie erinnern noch heute Sudermanplatz und Straße im Norden der Innenstadt, in der Nähe des Hansaringes. Hildebrand Suderman starb am 5. November 1603 |
| Markus Beyweg und Johann von Lyskirchen                                                                         | 1601 | 1602 | Keine Angaben |
| Johann Hardenrath und Arndt von Siegen                                                                          | 1602 | 1603 | Keine Angaben |
| Gerhard Angelmecher und Johann Bolandt                                                                          | 1603 | 1604 | Johann Bolandt (1562–1645) gehörte zu den Bürgermeistern, die am häufigsten amtierten. Bolandt starb während seiner letzten Amtszeit. |
| Markus Beyweg und Johann von Lyskirchen                                                                         | 1604 | 1605 | Markus (Marcus) Beyweg wurde 74 Jahre alt. Seine Gattin, Cäcilia Therlan ließ zum Andenken an ihren verstorbenen Gatten, in der Kölner Pfarrkirche St. Johann Baptist einen Altar errichten. Diese nur in seinem Mittelteil erhaltener „Annen-Altar“, der in seinem Altarbild die „Auferweckung des Jünglings zu Naim“ darstellt, verbirgt in der über dem Bild befindlichen Chronogramm, die Jahreszahl 1605. Es ist das Sterbejahr des Bürgermeisters Beyweg. |
| Johann Hardenrath und Arndt von Siegen                                                                          | 1605 | 1606 | Keine Angaben |
| Johann Bolandt und Johann von Scharpfenstein (genannt „Pyll“)                                                   | 1606 | 1607 | Arndt von Siegen (Arnold III.) der Enkel des Bürgermeisters (Arnold I.) starb am 14. Juli 1607 |
| Johann von Lyskirchen und Johann ter Lahn von Lennep                                                            | 1607 | 1608 | Der Ratsherr und Vorfahre ter Lahns von Lennep, Wilhelm Peter ter Lahn von Lennep, ließ sich 1563 am Heumatkt das prachtvolle Haus „Zum St. Peter“ erbauen. Es war eines der zahlreichen repräsentativen Bürgerhäuser des 16. und 17. Jahrhunderts die damals in der Kölner Altstadt entstanden. |
| Johann Hardenrath und Wilhelm Haickstein                                                                        | 1608 | 1609 | Keine Angaben |
| Johann Bolandt und Johann von Scharpfenstein (genannt „Pyll“)                                                   | 1609 | 1610 | Keine Angaben |
| Johann ter Lahn von Lennep und Peter Oeckhoven                                                                  | 1610 | 1611 | Oeckhoven, geboren 1548 als Sohn des mit der Gaffel der Brauer (Brauarnt) zerstrittenen Brauerbannerherrn und Ratsherrn Johann Oeckhoven, söhnte sich 1595 wieder mit dem Brauamt aus und wurde 1600 Bannerherr. 1594, 1597, 1600, 1603, 1606 und 1609 war er Ratsherr und schließlich 1610/11 Bürgermeister. Er war der einzige Bürgermeister, den diese Gaffel stellte. Das Grabdenkmal des Peter Oeckhoven (bei Clemen „Ochoven“) in St. Apostel zu Köln wies das Todesdatum aus. Er starb am 20. Oktober 1612 |
| Johann Hardenrath und Wilhelm Haickstein                                                                        | 1611 | 1612 | Keine Angaben |
| Johann Bolandt und Johann von Scharpfenstein (genannt „Pyll“)                                                   | 1612 | 1613 | Keine Angaben |
| Johann ter Lahn von Lennep und Constantin von Lyskirchen                                                        | 1613 | 1614 | Keine Angaben |
| Johann Hardenrath und Wilhelm Haickstein                                                                        | 1614 | 1615 | Keine Angaben |
| Johann Bolandt und Johann von Scharpfenstein (genannt „Pyll“)                                                   | 1615 | 1616 | Keine Angaben |
| Johann ter Lahn von Lennep und Constantin von Lyskirchen                                                        | 1616 | 1617 | Keine Angaben |
| Johann Hardenrath und Wilhelm Haickstein                                                                        | 1617 | 1618 | Keine Angaben |
| Johann Bolandt und Johann von Scharpfenstein (genannt „Pyll“)                                                   | 1618 | 1619 | Keine Angaben |
| Johann ter Lahn von Lennep und Constantin von Lyskirchen                                                        | 1619 | 1620 | Keine Angaben |
| Johann Hardenrath und Wilhelm Haickstein                                                                        | 1620 | 1621 | Keine Angaben |
| Johann Bolandt und Melchior Geil (andere Schreibweise: Melchior Geylen)                                         | 1621 | 1622 | Keine Angaben |
| Johann ter Lahn von Lennep und Constantin von Lyskirchen                                                        | 1622 | 1623 | Keine Angaben |
| Johann Hardenrath und Jakob von Rottkirchen                                                                     | 1623 | 1624 | Mögliche Namensänderung von Rodenkirchen in von Rottkirchen? |
| Johann Bolandt und Melchior Geil                                                                                | 1624 | 1625 | Keine Angaben |
| Johann ter Lahn von Lennep und Constantin von Lyskirchen                                                        | 1625 | 1626 | Keine Angaben |
| Johann Hardenrath und Jakob von Rottkirchen                                                                     | 1626 | 1627 | Keine Angaben |
| Johann Bolandt und Melchior Geil                                                                                | 1627 | 1628 | 1628 wurde Johann Bolandt durch Kaiser Ferdinand in den Reichsfreiherrenstand erhoben. |
| Johann ter Lahn von Lennep und Constantin von Lyskirchen                                                        | 1628 | 1629 | Keine Angaben |
| Johann Hardenrath und Jakob von Rottkirchen                                                                     | 1629 | 1630 | Keine Angaben |
| Johann Bolandt und Melchior Geil                                                                                | 1630 | 1631 | Keine Angaben |
| Johann ter Lahn von Lennep und Constantin von Lyskirchen                                                        | 1631 | 1632 | Das Jahr war Johann Terlan von Leneps letztes Regierungsjahr, etwa 15 Jahre danach setzte sein Sohn Peter die Tradition als Bürgermeister fort. Terlan trat wie viele seiner Amtskollegen streng katholisch und speziell seiner Pfarrkirche sehr verbunden. Neben finanziellen Zuwendungen stiftete er schon um 1600 der Pfarrkirche St. Martin ein von Hans von Aachen geschaffenes Triptychon. Dieses stellte neben Themen der Heilsgeschichte im Mittelteil. auf den Seiten das Stifterpaar dar. Terlan (der Name wird auch als Therlan oder mit ter Lan bezeichnet), war mit Anna Catherina von Gail verheiratet. Nach der Säkularisation gelangten viele Objekte der wertvollen Ausstattung Klein St. Martins in die Kirche St. Maria im Kapitol, in der noch heute einige der übernommenen Kunstwerke vorhanden sind. |
| Jakob von Rottkirchen und Constantin von den Juden                                                              | 1632 | 1633 | Keine Angaben |
| Johann Bolandt und Johann Michael Cronenburg                                                                    | 1633 | 1634 | Auch wenn im Dezember 1632 der Angriff der Schweden auf Deutz abgewehrt wurde blieb die Reichsstadt Köln weiterhin gefährdet. In der Folge kam es im politischen Köln zu schweren Richtungskämpfen, in denen der zweite Bürgermeister, der turnusmäßig nachgerückte Johann Michael Cronenbe(u)rg pro-französische Tendenzen vertreten haben soll. Dies verhinderte wahrscheinlich seine Wiederwahl, denn erst über 30 Jahre später wurde ein Cronenberg erneut zum Bürgermeister der Stadt gewählt. |
| Jojann Oeckhoven und Gerhard von Scharpfenstein genannt Pyll                                                    | 1634 | 1635 | Keine Angaben |
| Jakob von Rottkirchen und Constantin von den Juden                                                              | 1635 | 1636 | Keine Angaben |
| Johann Bolandt und Balthasar von Mulheim                                                                        | 1636 | 1637 | Keine Angaben |
| Johann Oeckhoven und Gerhard von Scharpfenstein genannt Pyll                                                    | 1637 | 1638 | |
| Jakob von Rottkirchen und Constantin von den Juden                                                              | 1638 | 1639 | Keine Angaben |
| Johann Bolandt und Balthasar von Mulheim                                                                        | 1639 | 1640 | Keine Angaben |
| Gerhard von Scharpfenstein genannt Pyll und Constantin von Lyskirchen                                           | 1640 | 1641 | Keine Angaben |
| Jakob von Rottkirchen und Constantin von den Juden                                                              | 1641 | 1642 | Keine Angaben |
| Johann Bolandt und Balthasar von Mulheim                                                                        | 1642 | 1643 | Keine Angaben |
| Gerhard von Scharpfenstein genannt Pyll und Constantin von Lyskirchen                                           | 1643 | 1644 | Keine Angaben |
| Jakob von Rottkirchen und Constantin von den Juden                                                              | 1644 | 1645 | Keine Angaben |
| Johann Bolandt und Balthasar von Mulheim                                                                        | 1645 | 1646 | Keine Angaben |
| Constantin von Lyskirchen und Peter ter Lahn von Lennep                                                         | 1646 | 1647 | Keine Angaben |
| Jakob von Rottkirchen und Constantin von den Juden                                                              | 1647 | 1648 | Keine Angaben |
| Balthasar von Mulheim und Peter von Wolfskehl                                                                   | 1648 | 1649 | Keine Angaben |
| Constantin von Lyskirchen und Peter ter Lahn von Lennep                                                         | 1649 | 1650 | Keine Angaben |
| Constantin von den Juden und Gerhard Pfingsthorn                                                                | 1650 | 1651 | Keine Angaben |
| Balthasar von Mulheim und Peter von Wolfskehl                                                                   | 1651 | 1652 | Keine Angaben |
| Constantin von Lyskirchen und Peter ter Lahn von Lennep                                                         | 1652 | 1653 | Das Stammhaus der „Lyskirchen“ wurde zum Pfarrhaus der Kirche St. Maria Lyskirchen |
| Gerhard Pfingsthorn und Andreas von Mulheim                                                                     | 1653 | 1654 | Keine Angaben |
| Peter von Wolfskehl, Franz Braßart und Johann Wilhelm von Siegen (Nachrücker)                                   | 1654 | 1655 | Johann Wilhelm von Siegen war ein Nachkomme der Ahnherren Tilmann und Arnold von Siegen, die erstmals ab dem 15. Jahrhundert hohe Ämter der Stadt Köln bekleidet hatten. Auch Johann Wilhelm war Herr zu Sechtem auf der Grauen Burg sowie Herr zu Broich (bei Jülich). |
| Constantin von Lyskirchen und Peter ter Lahn von Lennep                                                         | 1655 | 1656 | Keine Angaben |
| Gerhard Pfingsthorn und Andreas von Mulheim                                                                     | 1656 | 1657 | Keine Angaben |
| Franz Braßart und Johann Wilhelm von Siegen                                                                     | 1657 | 1658 | Keine Angaben |
| Constantin von Lyskirchen und Peter ter Lahn von Lennep                                                         | 1658 | 1659 | Keine Angaben |
| Johann Andreas von Mulheim und Johann Wilhelm von Juden (auch Judden)                                           | 1659 | 1660 | Jud(d)en, Sohn des Constantin v. J., erwarb 1670 für 8000 Reichstaler ein Gut in Friesheim von den Eheleuten Johann Reinhard Freiherrn von Hoheneck und seiner Frau Martha Helena von Eltz. Johann Wilhelm starb 1676 und wurde zu St. Aposteln in Köln begraben. |
| Franz Braßart und Johann Wilhelm von Siegen                                                                     | 1660 | 1661 | Keine Angaben |
| Constantin von Lyskirchen und Peter ter Lahn von Lennep                                                         | 1661 | 1662 | Keine Angaben |
| Johann Andreas von Mulheim und Johann Wilhelm von den Juden                                                     | 1662 | 1663 | Keine Angaben |
| Franz Braßart und Johann Wilhelm von Siegen                                                                     | 1663 | 1664 | Keine Angaben |
| Constantin von Lyskirchen und Peter ter Lahn von Lennep                                                         | 1664 | 1665 | Keine Angaben |
| Johann Wilhelm von den Juden und Johann von Rottkirchen                                                         | 1665 | 1666 | Keine Angaben |
| Franz Braßart und Johann Wilhelm von Siegen                                                                     | 1666 | 1667 | Johann Wilhelm von Siegen starb 1666 im Amt. Auch seine zweite Ehen mit Elisabeth Walpott von Hatzfeld, war kinderlos geblieben, sodass die Erbfolge an die Neffen Johann Wilhelms fiel. |
| Constantin von Lyskirchen und Caspar von Cronenberg                                                             | 1667 | 1668 | Caspar von Cronenberg (-burg) war Sohn eines Bürgermeisters. Er wurde im Jahr 1643 zum „Gebrechsherren“ gewählt und schied als er am 26. Mai 1662 Syndicus wurde aus dem Rat aus. 1667 wurde er zum regierenden Bürgermeister gewählt und starb am 19. April 1691. Durch seinen Tod kam er einer Amtsenthebung zuvor. |
| Johann Wilhelm von den Juden und Johann von Rottkirchen                                                         | 1668 | 1669 | Keine Angaben |
| Franz Braßart und Jakob von Wolfskehl                                                                           | 1669 | 1670 | Keine Angaben |
| Constantin von Lyskirchen und Caspar von Cronenberg                                                             | 1670 | 1671 | Keine Angaben |
| Johann Wilhelm von den Juden und Johann von Rottkirchen                                                         | 1671 | 1672 | Die heutige Burg Redinghoven erwarb um 1670 die Kölner Familie Wilhelm von der Juden. Wilhelm war wie sein Vorfahre Franz Konstantin von der Juden, mehrfach Kölner Bürgermeister der Freien Reichsstadt Köln. |
| Jakob von Wolfskehl und Gisbert von den Hoevel                                                                  | 1672 | 1673 | Keine Angaben |
| Caspar von Cronenberg und Hermann von Wedig                                                                     | 1673 | 1674 | Keine Angaben |
| Johann Wilhelm von den Juden und Johann von Rottkirchen                                                         | 1674 | 1675 | Letztes Amtsjahr des Bürgermeisters Juden, er starb nach sechs Amtszeiten im Jahr 1676. |
| Jakob von Wolfskehl und Gisbert von den Hoevel                                                                  | 1675 | 1676 | Keine Angaben |
| Caspar von Cronenberg und Heinrich de Groote                                                                    | 1676 | 1677 | Keine Angaben |
| Maximilian von Kreps und Ferdinand von Kollen                                                                   | 1677 | 1678 | Maximilian von Kreps (1624–1684) war Bannerherr der Kaufmannsgaffel Windeck und gehörte von 1658 bis 1673 dem Kölner Rat an. Die beiden Herren waren zwei Jahre später erneut im Amt. |
| Jakob von Wolfskehl und Gisbert von den Hoevel                                                                  | 1678 | 1679 | Schon im Spätmittelalter wurde „Im Martinsfeld“ neben den der Abtei St. Pantaleon zinspflichtigen „Hayenhöfen“, auch die Burg der „Wolfskeel“ angeführt. Gisbert von den Hoevel, war seit dem 23. Juni 1653 „Gebrechsherr“ und wurde am 24. November 1671 als Rentmeister in den Kreis der sechs Bürgermeister gewählt. Er verstarb am 24. April 1679 im Amt des regierenden Bürgermeisters. |
| Caspar von Cronenberg und Heinrich de Groote                                                                    | 1679 | 1680 | Keine Angaben |
| Maximilian von Kreps, Ferdinand von Kollen und Adam von dem Broich (Nachrücker)                                 | 1680 | 1681 | Von Kreps war zweimal Bürgermeister, wurde jedoch im Zuge der Gülich-Rebellion der Bestechung, Nötigung und Erpressung überführt und seines Amtes enthoben. Es gelang ihm aber, die Kölner Reformbewegung gegen den Klüngel der Regierenden als Aufruhr des Pöbels darzustellen und am kaiserlichen Hof zu Wien höchste Unterstützung zu finden. Gülich wurde schließlich hingerichtet. Adam von dem Broich ersetzte als Nachrücker Maximilian von Kreps. Von dem Broich (1632–1686) Dr. jur., lehrte seit 1662 als Professor an der juristischen Fakultät der Kölner Universität und wurde an dieser mehrmals zum Dekan gewählt. Broich war jedoch auch in der Politik aktiv. Er saß von 1650 bis 1679 im Rat der Stadt und wurde absichtlich, als einer der nicht dem inneren Kreis der Bürgermeister angehörte, zum Nachfolger gewählt. Broich verstarb 1686, er hatte nur diese erste Amtszeit. Der 1624 geborene „Wolfskehl“ war seit dem 20. Juni 1653 „Gebrechsherr“ im Rat und wurde 1668 als Rentmeister in den Kreis der sechs Bürgermeister gewählt. Zur Zeit seiner Aussage (Gülichverfahren) war er Rentmeister. Er verlor sein Amt am 30. Dezember 1680 und flüchtete aus Köln. „Wolfskehl“ soll am 12. Oktober 1683 verstorben sein. |
| Bartholomäus Verhorst und Johann von Honthum                                                                    | 1681 | 1682 | Keine Angaben |
| Gerwin von Beyweg und Johann Jakob Wissius                                                                      | 1682 | 1683 | Johann Jakob Wissius (Wissio), geboren am 12. Oktober 1619, war Sohn eines Syndicus der Stadt. Wissius war Lizentiat der Rechte und seit Juni 1660 für die Gaffel der Gürtelmacher im Rat. Er wurde 1682 in das Amt gewählt. |
| Johann Peter Meinertzhagen und Johann Jakob von Bilstein                                                        | 1683 | 1684 | Johann Peter Meinerzhagen (1633–1689), verheiratet mit Sofia Columba de Roy. |
| Johann Jakob von Bilstein und Walram von Rodenkirchen                                                           | 1684 | 1685 | Keine Angaben |
| Walram von Rodenkirchen und Johann Hermann Halffius / Gerwin von Beyweg und Johann Jakob Wissius als Nachrücker | 1685 | 1686 | Keine Angaben |
| Hermann von Mylius und Johann Jakob Huigen                                                                      | 1686 | 1687 | Hermann von Mylius (1638–1699) Lic. jur., war Mitglied der Gaffel Windeck und wurde 1687 deren Bannerherr. Von Mylius war zudem 1687/77 Provisor der Kölner Universität und war von 1667 bis 1682 Ratsherr der Stadt. Das Amt des Bürgermeisters bekleidete er viermal und starb 1699 in seiner Amtszeit. Noch ein Jahr zuvor war er von Kaiser Leopold I. in den Reichsedelstand erhoben worden. |
| Bartholomäus Verhorst und Johann von Honthum                                                                    | 1687 | 1688 | Keine Angaben |
| Johann von Imstenradt und Philipp Wilhelm von Mockel                                                            | 1688 | 1689 | Johann von Imstenradt (1645–1711) Lic. Jur., war der jüngste Sohn des Gerhardt Imstenradt und seiner Frau Anna Jabach. Er gehörte der Gaffel Himmelreich an und wurde deren Bannerherr. Er war von 1673 bis 1685 Ratsherr der Stadt und wurde siebenmal in das Amt des Bürgermeisters gewählt. Imstenradt war von 1690 bis 1699 Provisor der alten Kölner Universität. Verheiratet war er seit 1670 mit Maria Elisabeth zum Pütz, mit der er fünf Kinder hatte. Werner Dietrich von Friemersdorf, genannt Pützfeld, verkaufte im Jahr 1685 seinen zu Arloff gelegenen Allodialrittersitz neben Mühle und übrigen „Appertinentien“ (Zubehör, die zugehörigen Güter) an Philipp Wilhelm von Mockel. Dieser hatte die Burg Arloff bis 1712 in Besitz. |
| Hermann von Mylius und Johann Jakob Huigen                                                                      | 1689 | 1690 | Keine Angaben |
| Johann von Horthum und Peter Nikolaus von Kruft                                                                 | 1690 | 1691 | Keine Angaben |
| Johann von Imstenradt und Philipp Wilhelm von Mockel                                                            | 1691 | 1692 | Keine Angaben |
| Hermann von Mylius und Johann Jakob Huigen                                                                      | 1692 | 1693 | Keine Angaben |
| Johann von Horthum und Peter Nikolaus von Kruft                                                                 | 1693 | 1694 | Keine Angaben |
| Johann von Imstenradt und Philipp Wilhelm von Mockel                                                            | 1694 | 1695 | Keine Angaben |
| Hermann von Mylius und Johann Jakob Huigen                                                                      | 1695 | 1696 | Keine Angaben |
| Johann von Horthum und Peter Nikolaus von Kruft                                                                 | 1696 | 1697 | Keine Angaben |
| Johann von Imstenradt und Philipp Wilhelm von Mockel                                                            | 1697 | 1698 | Keine Angaben |
| Hermann von Mylius und Johann Jakob Huigen                                                                      | 1698 | 1699 | Keine Angaben |
| Peter Nikolaus von Kruft und Johann Balthasar von Mülheim                                                       | 1699 | 1700 | Keine Angaben |

#### 18. Jahrhundert
| Name | von  | bis  | Anmerkungen/Bild |
| --- | ---- | ---- | --- |
| Johann von Imstenradt und Philipp Wilhelm von Mockel                                                                       | 1700 | 1701 | Keine Angaben |
| Johann Jakob von Huigen, Johann Ivo von den Hoevel und Johann zum Pütz (Nachrücker)                                        | 1701 | 1702 | Keine Angaben |
| Peter Nikolaus von Kruft und Johann Arnold von Beyweg                                                                      | 1702 | 1703 | Keine Angaben |
| Johann von Imstenradt und Philipp Wilhelm von Mockel                                                                       | 1703 | 1704 | Keine Angaben |
| Johann Ivo von den Hoevel und Johann zum Pütz                                                                              | 1704 | 1705 | Keine Angaben |
| Peter Nikolaus von Kruft und Johann Arnold von Beyweg                                                                      | 1705 | 1706 | Keine Angaben |
| Johann von Imstenradt und Philipp Wilhelm von Mockel                                                                       | 1706 | 1707 | Keine Angaben |
| Johann Ivo von den Hoevel und Johann zum Pütz                                                                              | 1707 | 1708 | Johann zum Pütz wurde am 25. Mai 1651 in der alten Kölner Pfarrkirche St. Kolumba getauft. Johann heiratete am 17. April 1674 Anna Lucia von Snellen, und starb am 5. November 1708. Er wurde in der Kirche St. Columba unter dem Muttergottesaltar am 1. Pilar (Pfeiler, Säule) am 9. November 1708 beigesetzt. Einer seiner Enkel wurde ebenfalls zum Bürgermeister der Stadt Köln gewählt, es war Johann Caspar Josef zum Pütz. |
| Peter Nikolaus von Kruft und Johann Arnold von Beyweg                                                                      | 1708 | 1709 | Keine Angaben |
| Johann von Imstenradt und Philipp Wilhelm von Mockel                                                                       | 1709 | 1710 | Keine Angaben |
| Johann Ivo von den Hoevel und Heinrich von Junkerstorf                                                                     | 1710 | 1711 | Keine Angaben |
| Peter Nikolaus von Kruft und Johann Arnold von Beyweg                                                                      | 1711 | 1712 | Keine Angaben |
| Philipp Wilhelm von Mockel und Andreas von Weidenfeld                                                                      | 1712 | 1713 | Keine Angaben |
| Heinrich von Junkerstorf und Franz de Groote                                                                               | 1713 | 1714 | Franz (auch Francis) de Groote (16?1–1721) war ein Sohn des Bürgermeisters Heinrich de Groote und seiner Frau Anna Braßart (Brassart). Die Familie kam 1584 aus Antwerpen nach Köln und wurde im 17. Jahrhundert durch Handelsgeschäfte mit Italien und Ibertien zu einer der reichsten der Stadt. Als Mitglied und Bannerherr der Fassbindergaffel gehörte Franz 1693 bis 1708 dem Rat an und wurde im Jahr 1713/14 erstmals Bürgermeister. |
| Peter Nikolaus von Kruft und Johann Arnold von Beyweg                                                                      | 1714 | 1715 | Keine Angaben |
| Philipp Wilhelm von Mockel und Andreas von Weidenfeld                                                                      | 1715 | 1716 | Der medizinischen Fakultät der alten Universität zu Köln hatte es seit ihrem Bestehen an eigenen Räumlichkeiten gemangelt. Erst am Anfang des 18. Jahrhunderts kam es unter Bürgermeister von Weidenfeld zu einem Beschluss des Stadtrates einen für die Zwecke der Anatomie geeigneten Bau zu errichten. Im Jahr 1715 wurde die Mittwochsrentkammer beauftragt am Kornhaus nahe dem Berlich ein Theatrum anatomicum zu erbauen, deren Bau ab 1722 genutzt und 1818 abgebrochen wurde. |
| Franz de Groote und Johann Heinrich von Wintzler                                                                           | 1716 | 1717 | Keine Angaben |
| Peter Nikolaus von Kruft und Theodor von Dulman                                                                            | 1717 | 1718 | Keine Angaben |
| Philipp Wilhelm von Mockel und Andreas von Weidenfeld                                                                      | 1718 | 1719 | Keine Angaben |
| Franz de Groote und Johann Heinrich von Wintzler                                                                           | 1719 | 1720 | Franz de Groote, († 5. März 1721) beerdigt bei den Kölner Kreuzbrüdern. |
| Peter Nikolaus von Kruft und Johann Peter von Herweg                                                                       | 1720 | 1721 | Keine Angaben |
| Philipp Wilhelm von Mockel, Andreas von Weidenfeld und Nikolaus von Kruft (Nachrücker)                                     | 1721 | 1722 | Keine Angaben |
| Hermann Josef von Wedig und Nikolaus de Groote                                                                             | 1722 | 1723 | Keine Angaben |
| Peter Nikolaus von Kruft und Johann Peter von Herweg                                                                       | 1723 | 1724 | Keine Angaben |
| Andreas von Weidenfeld und Nikolaus von Kruft                                                                              | 1724 | 1725 | Keine Angaben |
| Hermann Josef von Wedig und Nikolaus de Groote                                                                             | 1725 | 1726 | Keine Angaben |
| Peter Nikolaus von Kruft, Johann Peter von Herweg und Johann Aemols Josef von Mylius (Nachrücker)                          | 1726 | 1727 | Keine Angaben |
| Andreas von Weidenfeld und Nikolaus von Kruft                                                                              | 1727 | 1728 | Keine Angaben |
| Hermann Josef von Wedig und Nikolaus de Groote                                                                             | 1728 | 1729 | Keine Angaben |
| Johann Peter von Herweg, Johann Aemols Josef von Mylius und Ferdinand Josef von Beyweg (Nachrücker)                        | 1729 | 1730 | Keine Angaben |
| Andreas von Weidenfeld und Nikolaus von Kruft                                                                              | 1730 | 1731 | Keine Angaben |
| Hermann von Wedig und Nikolaus de Groote                                                                                   | 1731 | 1732 | Keine Angaben |
| Johann Peter von Herweg und Ferdinand Josef von Beyweg                                                                     | 1732 | 1733 | Keine Angaben |
| Nikolaus von Kruft und Melchior Rutger von Kerich                                                                          | 1733 | 1734 | Keine Angaben |
| Nikolaus de Groote und Franz Josef von Herrestorf                                                                          | 1734 | 1735 | Franz Josef Ignaz von Herrestorf (1687–1771) war Herr zu Pesch. Er gehörte der Gaffel Windeck an und wurde 1753 deren Bannerherr. Er war von 1722 bis 1731 Ratsherr der Stadt und wurde dreizehnmal in das Amt des Bürgermeisters gewählt. Der während seiner letzten Amtszeit verstorbene Herrestorf war verheiratet mit Gertrud Stoessberg, mit der er neun Kinder hatte. |
| Johann Peter von Herweg und Ferdinand Josef von Beyweg                                                                     | 1735 | 1736 | Keine Angaben |
| Johann Nikolaus von Kruft und Melchior Rutger von Kerich                                                                   | 1736 | 1737 | Keine Angaben |
| Nikolaus de Groote, Franz Josef von Herrestorf und Franz Caspar von Wymar (Nachrücker)                                     | 1737 | 1738 | Franz Caspar von Wymar (1693–1772), Herr zu Pesch, verfügte mit seiner Familie im Köln/Dürener Raum über großen Grundbesitz. Wymar heiratete 1728 Naria von Moers († 1747/48), mit der er drei Kinder hatte. Von 1720 bis 1738 war er Ratsherr der Stadt Köln und hatte in der Folge elf Amtszeiten als Bürgermeister. Franz Kaspar von Wymar wurde 1693 in Köln geboren (~ in St. Paul). Er starb 1772. |
| Johann Peter von Herweg und Ferdinand Josef von Beyweg                                                                     | 1738 | 1739 | Keine Angaben |
| Nikolaus von Kruft und Melchior Rutger von Kerich                                                                          | 1739 | 1740 | Keine Angaben |
| Franz Josef von Herrestorf und Franz Caspar von Wymar                                                                      | 1740 | 1741 | Von Wymar (1693–1772) und von Herrestorf Waren als Gespann zwischen 1740 und 1771 elfmal Bürgermeister. |
| Johann Peter von Herweg und Ferdinand Josef von Beyweg                                                                     | 1741 | 1742 | Keine Angaben |
| Johann Nikolaus von Kruft und Melchior Rutger von Kerich                                                                   | 1742 | 1743 | Keine Angaben |
| Franz Josef von Herrestorf und Franz Caspar von Wymar                                                                      | 1743 | 1744 | Keine Angaben |
| Johann Peter von Herweg und Ferdinand Josef von Beyweg                                                                     | 1744 | 1745 | Keine Angaben |
| Johann Nikolaus von Kruft und Melchior Rutger von Kerich                                                                   | 1745 | 1746 | Keine Angaben |
| Franz Josef von Herrestorf und Franz Caspar von Wymar                                                                      | 1746 | 1747 | Keine Angaben |
| Johann Peter von Herweg und Ferdinand Josef von Beyweg                                                                     | 1747 | 1748 | Keine Angaben |
| Johann Nikolaus von Kruft und Melchior Rutger von Kerich                                                                   | 1748 | 1749 | Keine Angaben |
| Franz Josef von Herrestorf und Franz Caspar von Wymar                                                                      | 1749 | 1750 | Keine Angaben |
| Johann Peter von Herweg und Ferdinand Josef von Beyweg                                                                     | 1750 | 1751 | Keine Angaben |
| Johann Nikolaus von Kruft und Melchior Rutger von Kerich                                                                   | 1751 | 1752 | Keine Angaben |
| Franz Josef von Herrestorf und Franz Caspar von Wymar                                                                      | 1752 | 1753 | Keine Angaben |
| Johann Peter von Herweg und Ferdinand Josef von Beyweg                                                                     | 1753 | 1754 | 1754/55 wurde Johann Peter Herweg in seiner Amtstätigkeit durch Aktennotizen der Sammlung Von Groote bestätigt. In den Urkunden heißt es: „Kondolenzschreiben der Familie Schlaun zu Elten an den Kölner Bürgermeister Johann Peter Herwegh aus Anlass des Todes von dessen Ehefrau Clara Catharina geb. von Junkersdorf“. Herweg ist weiterhin belegt durch die finanzielle Unterstützung seines Verwandten Johann Philipp Jakob von Horn-Goldschmidt während dessen Theologiestudiums in Köln. |
| Melchior Rutger von Kerich, Johann Balthasar Josef von Mulheim und Johann Heinrich Arnold von Mylius (Nachrücker)          | 1754 | 1755 | |
| Franz Josef von Herrestorf und Franz Caspar von Wymar                                                                      | 1755 | 1756 | Keine Angaben |
| Johann Caspar Josef zum Pütz und Maria Franz Jakob Gabriel de Groote                                                       | 1756 | 1757 | Maria Franz Gabriel de Groote, (12. Juni 1721 – 16. September 1792) beerdigt in der Kölner Kirche am Elend. Franz Jakob Gabriel de Groote wurde als „Edler von Groote zu Kendenich“ von Kaiser Franz Josef II. am 13. Februar 1780 in den Reichsritterstand erhoben. |
| Johann Balthasar Josef von Mulheim und Johann Heinrich Arnold von Mylius                                                   | 1757 | 1758 | Johannes Balthasar (Josef) von Mühlheim, so die Schreibweise bei v. Mering und andern, Herr zu Schwarzbongart und Boedorf, Sohn des gleichnamigen Bürgermeisters und der Maria Christina von Mylius (28.12.1701 – 27.12.1775). Das von ihm im Jahre 1758 erbaute Palais befand sich später in Besitz der Familie des Freiherren Clemens Heereman von Zuydwyck. Noch 1811 stellte die Familie das Palais Napoleon und seiner Frau, der Kaiserin Marie Luise anlässlich ihres Kölner Besuches, als Wohnung zur Verfügung. 1817 wurde die Liegenschaft vom Preußischen Staat gekauft, und 1824 zur Residenz des Erzbischofs bestimmt. |
| Franz Josef von Herrestorf und Franz Caspar von Wymar                                                                      | 1758 | 1759 | Keine Angaben |
| Johann Caspar Josef zum Pütz und Maria Franz Jakob Gabriel de Groote                                                       | 1759 | 1760 | Keine Angaben |
| Johann Balthasar Josef von Mulheim und Johann Heinrich Arnold von Mylius                                                   | 1760 | 1761 | Keine Angaben |
| Franz Josef von Herrestorf und Franz Caspar von Wymar                                                                      | 1761 | 1762 | In ihrem Testament von 1761 verfügte Anna Margarethe Witwe von Redinghoven, geborene von Wymar, dass sie ihren Bruder Franz Kaspar von Wymar, Bürgermeister zu Köln, zum Alleinerben ihrer Güter bestimmt. |
| Johann Caspar Josef zum Pütz und Maria Franz Jakob Gabriel de Groote                                                       | 1762 | 1763 | Keine Angaben |
| Johann Balthasar Josef von Mulheim und Johann Heinrich Arnold von Mylius                                                   | 1763 | 1764 | Keine Angaben |
| Franz Josef von Herrestorf und Franz Caspar von Wymar                                                                      | 1764 | 1765 | Keine Angaben |
| Johann Caspar Josef zum Pütz und Maria Franz Jakob Gabriel de Groote                                                       | 1765 | 1766 | Zu der auch Grootesche Familienkirche genannten Elendskirche im Severinsviertel wurde im Jahr 1765 durch Mitglieder der Familie de Groote, den Brüdern Kanonikus Everhard und Bürgermeister Franz Jakob Gabriel de Groote, der Grundstein gelegt. |
| Johann Balthasar Josef von Mulheim und Johann Heinrich Arnold von Mylius                                                   | 1766 | 1767 | keine weiteren Angaben |
| Franz Josef von Herrestorf und Franz Caspar von Wymar                                                                      | 1767 | 1768 | Zu von Wymar siehe Bildtext am Artikelanfang |
| Johann Caspar Josef zum Pütz und Maria Franz Jakob Gabriel de Groote                                                       | 1768 | 1769 | Die Verschwägerung der Familien zum Pütz und de Groote zeigt sich im Allianzwappen über dem Toreingang zur Burg Kendenich. |
| Johann Balthasar Josef von Mulheim und Johann Heinrich Arnold von Mylius                                                   | 1769 | 1770 | Keine Angaben |
| Franz Josef von Herrestorf und Franz Caspar von Wymar                                                                      | 1770 | 1771 | Keine Angaben |
| Maria Franz Jakob Gabriel de Groote und Eberhard Josef Melchior von Herweg                                                 | 1771 | 1772 | Keine Angaben |
| Johann Balthasar Josef von Mulheim und Johann Heinrich Arnold von Mylius                                                   | 1772 | 1773 | Keine Angaben |
| Franz Caspar Josef von Herrestorf und Eberhaed Josef Melchior zum Pütz                                                     | 1773 | 1774 | Keine Angaben |
| Maria Franz Jakob Gabriel de Groote und Eberhard Josef Melchior von Herweg                                                 | 1774 | 1775 | Keine Angaben |
| Johann Balthasar Josef von Mulheim und Johann Arnold Theodor von Stattlohn                                                 | 1775 | 1776 | Keine Angaben |
| Franz Caspar Josef von Herrestorf und Eberhaed Josef Melchior zum Pütz                                                     | 1776 | 1777 | Keine Angaben |
| Maria Franz Jakob Gabriel de Groote und Eberhard Josef Melchior von Herweg                                                 | 1777 | 1778 | Keine Angaben |
| Johann Arnold Theodor von Stattlohn Nikolaus Ferdinand Josef von Kerich                                                    | 1778 | 1779 | Keine Angaben |
| Franz Caspar Josef von Herrestorf und Johann Friedrich Franz von Beyweg                                                    | 1779 | 1780 | Keine Angaben |
| Maria Franz Jakob Gabriel de Groote und Melchior Dittmar von Wittgenstein                                                  | 1780 | 1781 | |
| Johann Arnold Theodor von Stattlohn und Nikolaus Ferdinand Josef von Kerich                                                | 1781 | 1782 | Keine Angaben |
| Franz Caspar Josef von Herrestorf und Johann Friedrich Franz von Beyweg                                                    | 1782 | 1783 | Keine Angaben |
| Maria Franz Jakob Gabriel de Groote und Melchior Dittmar von Wittgenstein                                                  | 1783 | 1784 | Mit dem Namen von Wittgenstein trat eine Familie auf die politische Bühne Kölns, die bis in das 19. Jahrhundert Bürgermeister stellte. |
| Johann Arnold Theodor von Stattlohn und Nikolaus Ferdinand Josef von Kerich                                                | 1784 | 1785 | Keine Angaben |
| Franz Caspar Josef von Herrestorf und Johann Friedrich Franz von Beyweg                                                    | 1785 | 1786 | Keine Angaben |
| Maria Franz Jakob Gabriel de Groote und Melchior Dittmar von Wittgenstein                                                  | 1786 | 1787 | Keine Angaben |
| Johann Arnold Theodor von Stattlohn und Franz Jakob Josef Freiherr von Hilgers                                             | 1787 | 1788 | Im November 1787 stimmte der Rat über eine eingebrachte Petition der Protestanten ab. In dieser baten sie um die Erlaubnis zu „stiller Religionsausübung“ sowie um Zustimmung zur Errichtung eines Gebets- und Schulhauses. Für das Anliegen erreichte Bürgermeister „Franz Jakob Josef Freiherr von Hilgers“ in der Ratsversammlung eine knappe Mehrheit. Die Auseinandersetzungen der 1780er Jahre gingen als Kölner Toleranzstreit in die Kölner Geschichte ein. |
| Franz Caspar Josef von Herrestorf und Johann Friedrich Franz von Beyweg                                                    | 1788 | 1789 | Keine Angaben |
| Maria Franz Jakob Gabriel de Groote und Johann Jakob (Hermann Josef) von Wittgenstein                                      | 1789 | 1790 | Johann Jakob von Wittgenstein (24. Februar 1754 – 15. März 1823) wurde unter Napoleon 1803 zum Maire von Köln ernannt. An die Familie erinnern im Stadtteil Lindenthal die Theresien- sowie Wittgensteinstraße. Auch der ehemalige bürgerliche Landsitz der von Wittgenstein, in Vorgebirgsort Roisdorf, die „Villa Wittgenstein“, erinnert an die Kölner Bürgermeisterfamilie. |
| Johann Arnold Theodor von Stattlohn und Franz Jakob Joseph Freiherr von Hilgers                                            | 1790 | 1791 | Keine Angaben |
| Franz Caspar (Josef) von Herrestorf und Reiner Josef Anton von Klespé                                                      | 1791 | 1792 | Reiner Josef Anton von Klespé lebte von 1744–1818 |
| Johann Jakob Hermann Josef von Wittgenstein, Heinrich Josef Franz Anton und Hermann Josef Balthasar de Groote (Nachrücker) | 1792 | 1793 | Ein späterer Oberbürgermeister, Hermann Joseph Stupp, wurde am 12. Februar 1793 in Golzheim geboren. |
| Johann Arnold Theodor von Stattlohn und Franz Jakob Joseph Freiherr von Hilgers                                            | 1793 | 1794 | von Stattlohn verstarb während einer späteren Amtszeit († 23. Juli 1797). |
| Franz Caspar (Josef) von Herrestorf, Reiner Josef Anton von Klespé und als Nachrücker Nikolaus DuMont                      | 1794 | 1795 | Reiner Josef von Klespe übergab symbolisch dem französischen General Jean-Étienne Championnet am Schlagbaum des Hahnentores die Stadtschlüssel. Nikolaus DuMont wurde im Dezember 1794 für den im gleichen Monat verstorbenen Bürgermeister F. C. v. Herresdorf als letzter Bürgermeister der „Freien Reichsstadt Köln“ gewählt. |

Das traditionsreiche Amt Kölner Bürgermeister wurde mit veränderten Modalitäten unter der französischen Besatzung Kölns fortgesetzt.